# アフリカの奴隷制

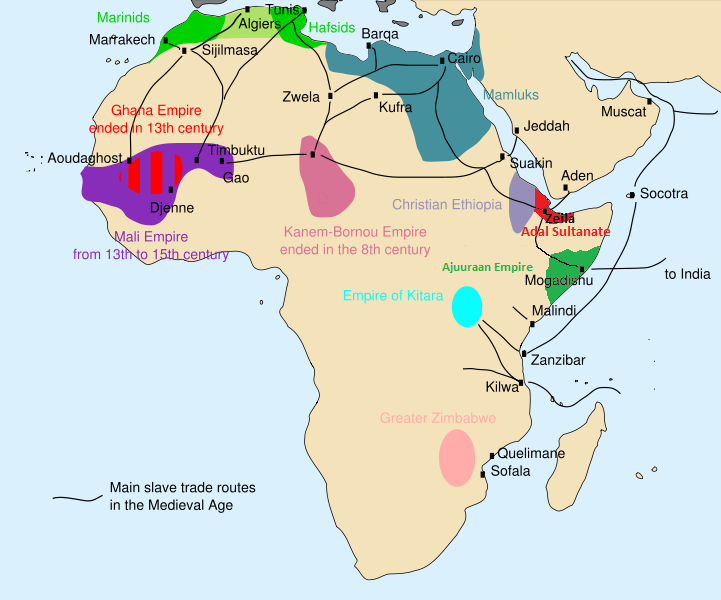
中世アフリカの主要な奴隷交易路

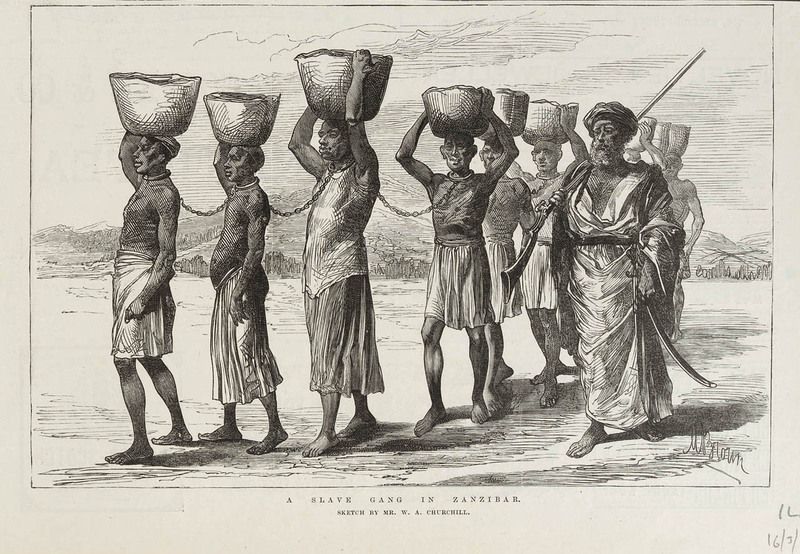
ザンジバルのザンジュ人奴隷 (1889年)

本項ではアフリカの奴隷制（アフリカのどれいせい）について述べる。アフリカでは古代から奴隷制が他の地域同様に一般的なものであった。トランスサハラ奴隷貿易、インド洋奴隷貿易、大西洋奴隷貿易が始まると、すでに存在していたアフリカの奴隷制度にアフリカ外の
奴隷市場への奴隷の供給が組み込まれた。現在ではアフリカにおいて奴隷制は違法化されたものの、奴隷制度が現在でも続いている地域もある（詳しくは現代アフリカの奴隷制を参照）。
アフリカの奴隷制度はアフリカ大陸内での先住アフリカ人の間での奴隷制度とアフリカ大陸を越えて行われていた輸出奴隷制度に分類される。
また、奴隷の種類についても、借金奴隷、戦争捕虜の奴隷、軍事奴隷、性的奴隷、犯罪者奴隷、宮廷での使役目的の奴隷など様々なものがアフリカ全土で見られた。 プランテーションで使役させる奴隷も主に東アフリカや西アフリカの一部で見られた。大西洋奴隷貿易が終わった19世紀にはアフリカ内でプランテーションでの使役目的の奴隷 の重要性が増した。国際的な奴隷貿易に依存していたアフリカ諸国の多くは、奴隷労働者による合法的な商取引に基づく経済に転換していった。

## 奴隷制の形成
アフリカにおける奴隷制や非自発的奴隷制には多くの形態が存在し、先住民の慣習、古代ローマの奴隷制、キリスト教の奴隷観、ムスリム奴隷貿易を通したイスラム教の奴隷観、大西洋奴隷貿易を通して時代と共に形態を変えながら形成された。奴隷制は何世紀にもわたってアフリカ社会における経済の一角をなしていたが、その程度は様々であった。 マリ王国を14世紀に訪れたイブン・バットゥータは、住民が所有する奴隷や召使の数を競い、彼自身もおもてなしとして奴隷の少年を贈られたことを記録している。サブサハラアフリカでは奴隷制度は複雑なものが多く、奴隷に自由や権利があり、所有者による売買や処罰に制限が加えられていた。また、多くの共同体では奴隷階級に生まれたものと戦争捕虜の奴隷を区別するなど奴隷の種類によって階層化されていた。
アフリカの奴隷制は親族の構造に密接に関連していた。土地の所有が禁じられた共同体の多くでは、個人を奴隷化して所有者の持つ影響力を高め、人脈を広げる手段となっていた。このような共同体の奴隷の家系は主人の家系と密接に結び付きながら存続していた。奴隷の家系に生まれた子供は主人の親族集団に組み込まれ、場合によっては社会の中の重要な地位にまで上り詰めることもあった。また、中には長の位に就くこともあったという。しかしながら、主人の家族と奴隷の家族との関係に厳しい隔たりがあり、生涯奴隷である者も多かった。

### 動産奴隷
動産奴隷は所有者の財として扱われる奴隷である。他の動産同様、所有者による自由な売却、取引、取り扱いが可能である。奴隷の子供もしばしば所有者の財とされた。ナイル渓谷やサヘル、北アフリカでは古くに動産奴隷の制度が現れている。アフリカの他の地域でもアラビアやヨーロッパの文書記録が現れる前の動産奴隷の規模や慣習に関する証拠はほとんどないが、一般的で、広く悪用されていたと考えられている。

### 家庭内奴隷
アフリカの奴隷には主に主人の家庭で労働する家庭内奴隷が多かった。家庭内奴隷には家族の一員とみなされる者もおり、余程のことがなければ売られることがなかった。 奴隷は自らの労働で得た土地やものを所有することもでき、多くの場合は結婚や子供への土地の相続も可能であった。

### 負債奴隷
負債奴隷は債務の支払いを担保するために債務者本人や債務者の親族(主に債務者の子供)が使役される奴隷であり、債務者やその家族が、信用を得ている人に仕えることを約束するものである。負債奴隷は西アフリカにおいて担保を行う際によく用いられた手法であった。負債奴隷制は、奴隷のほとんどの概念と関係していたものの、特定の業務を課すことができる上、血縁関係が人が奴隷として売られるのを守ることから、全く異なるものであった。負債奴隷はヨーロッパ人の接触よりも前から西アフリカでは一般的な習慣であった。かつて負債奴隷の習慣があった民族にはアカン族、エウェ族、ガ族、ヨルバ人、エド人などがある。負債奴隷に類似した習慣を持った民族にはエフィク人、イボ人、イジョ、フォン人がある。

### 軍事奴隷
軍事奴隷は、徴兵軍の取得と訓練を含み、軍人たちは奉仕後もそのアイデンティティを保持していた。 軍事奴隷は政府のトップや武将などの、お金や自身の政治的利益のために軍隊を送り出す「後援者」によって運営されていた。
多様なムスリムの組織によって奴隷兵が組織されたため、主にスーダンやウガンダなどナイル川流域や西アフリカで多く見られた。 1800年代のスーダンや南スーダンでは軍事襲撃を通して軍団が形成された。
さらに、ガーナやブルキナファソなどの西アフリカでは、かなりの数の1800年代前半に生まれた男性が蘭領東インドでの従軍のために拉致された。 ちなみに、このときに拉致された男性は西アフリカの人々よりも平均して3cm程度身長が高く、南ヨーロッパの人々とほぼ同じ身長であったという。これは主に栄養価の高かったことや健康面に関連しているとされる。

### 人身御供用の奴隷

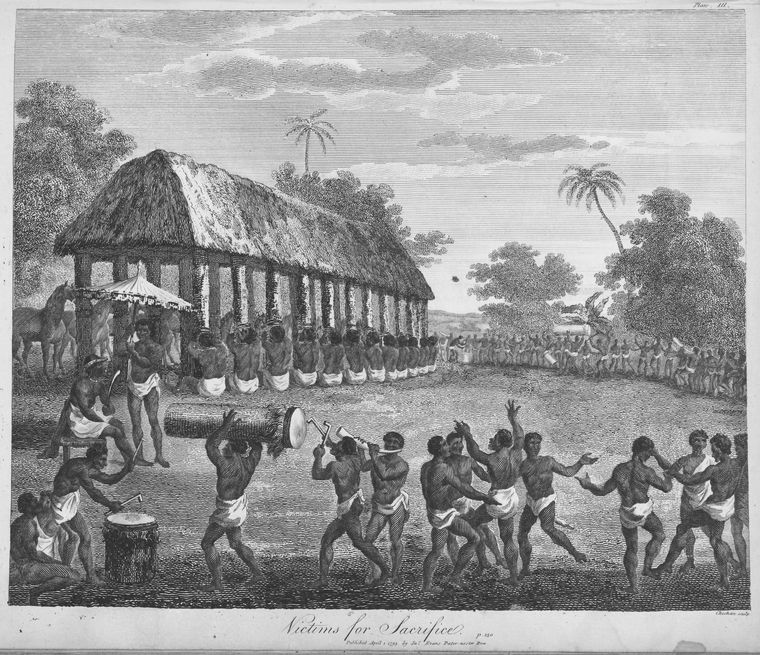
ダホメー王国の年次儀式で生贄にされた奴隷

19世紀までの西アフリカでは、しばしば人身御供が行われていた。ヨーロッパ人との接触以前の考古学的証拠は明らかになっていないが、人身御供を行っていた社会では奴隷が主な犠牲者となっていた
ダホメー王国の年次儀式は西アフリカにおいて奴隷が人身御供にされた有名な例で、500人以上の囚人が生贄とされた。現在のガーナとナイジェリア南西部にまたがって存在していたベニン帝国では人身御供はよく行われていた。ガーナのアシャンティ州ではよく死刑と人身御供とが組み合わされていた。

### 西アフリカでの奴隷貿易
ボノの国家やアシャンティ王国、ヨルバ人の国家など多くの国々では奴隷貿易が行われていた。かつてはアンゴラのインバンガラやタンザニアのニャムウェジ人などの集団は人を捕らえて奴隷として輸出するためにアフリカの国々に戦争を仕掛けていた。 歴史家のジョン K. ソーントンとボストン大学のリンダ・ヘイウッドは捕らえられて、大西洋奴隷貿易で新世界へ送られて売られたアフリカ人の内およそ90%がアフリカ人によって捕らえられヨーロッパの商人に売られたと推定している。 ハーバード大学アフリカン・アメリカン研究プログラム・デュボイス研究所 (現在はハッチンズセンター) の所長ヘンリー・ルイス・ゲイツ・ジュニアによれば、「アフリカ人エリート層とヨーロッパ人商人や商業エージェントとの複雑なビジネス協定がなければ、新世界への奴隷貿易は少なくとも実際に起こった規模では不可能なものであっただろう。」と述べている。
ブビ族は西アフリカ中央部で奴隷として扱われていた様々な民族の人々が逃れて形成された子孫である。

## 各地の状況

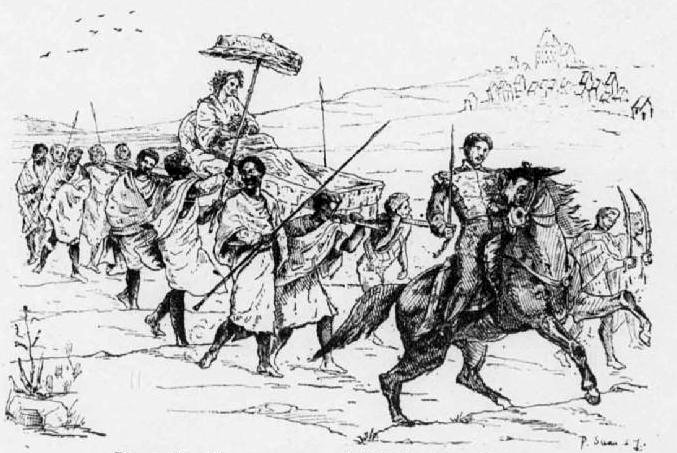
メリナ王国王妃ラナヴァルナ1世を運ぶ奴隷

アフリカにおける奴隷制度や強制労働は、ユーラシアやアメリカにおけるそれらと同様に数千年前から形成されていた。 Ugo Kwokejiによれば、1600年代のヨーロッパ人によるアフリカにおける奴隷制度の記録は様々なアフリカにおける奴隷制度をほとんど動産奴隷と混同していたため、誤りが多いと指摘している。
海岸沿いに多く見られた数多くの王国では、奴隷制が行われていたという記録が多く残っているが、国家を持たない社会では奴隷制の慣習はあまり記録されていない。 トランス・サハラ奴隷貿易の経路は古代ローマの時代やローマ帝国の腸落語の時代には既に存在していた。しかし、インド洋奴隷貿易や大西洋奴隷貿易が始まる以前は、捕虜奴隷を除いて奴隷の親族や奴隷の権利による奴隷貿易への制限があったようである。

### 北アフリカ

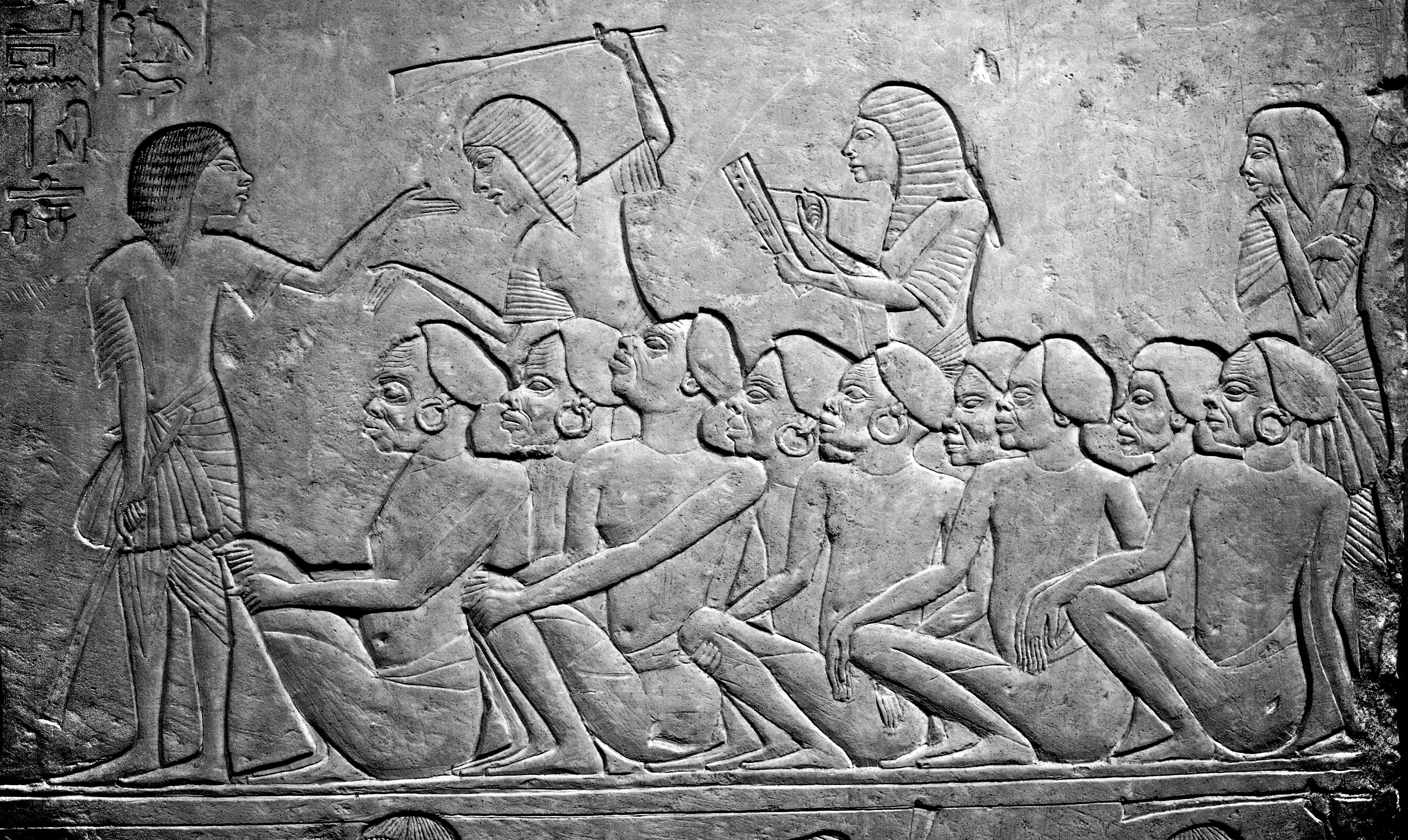
古代エジプトのヌビア人奴隷

古代エジプトには、すでに奴隷制があった。エジプト新王国 (紀元前1558年–紀元前1080年)の時代にはナイル川上流側から戦争捕虜として連れてこられた奴隷が家事労働や監督下での労働に用いられていた。 プトレマイオス朝では、奴隷の輸送に陸路と海路の双方を用いていた。

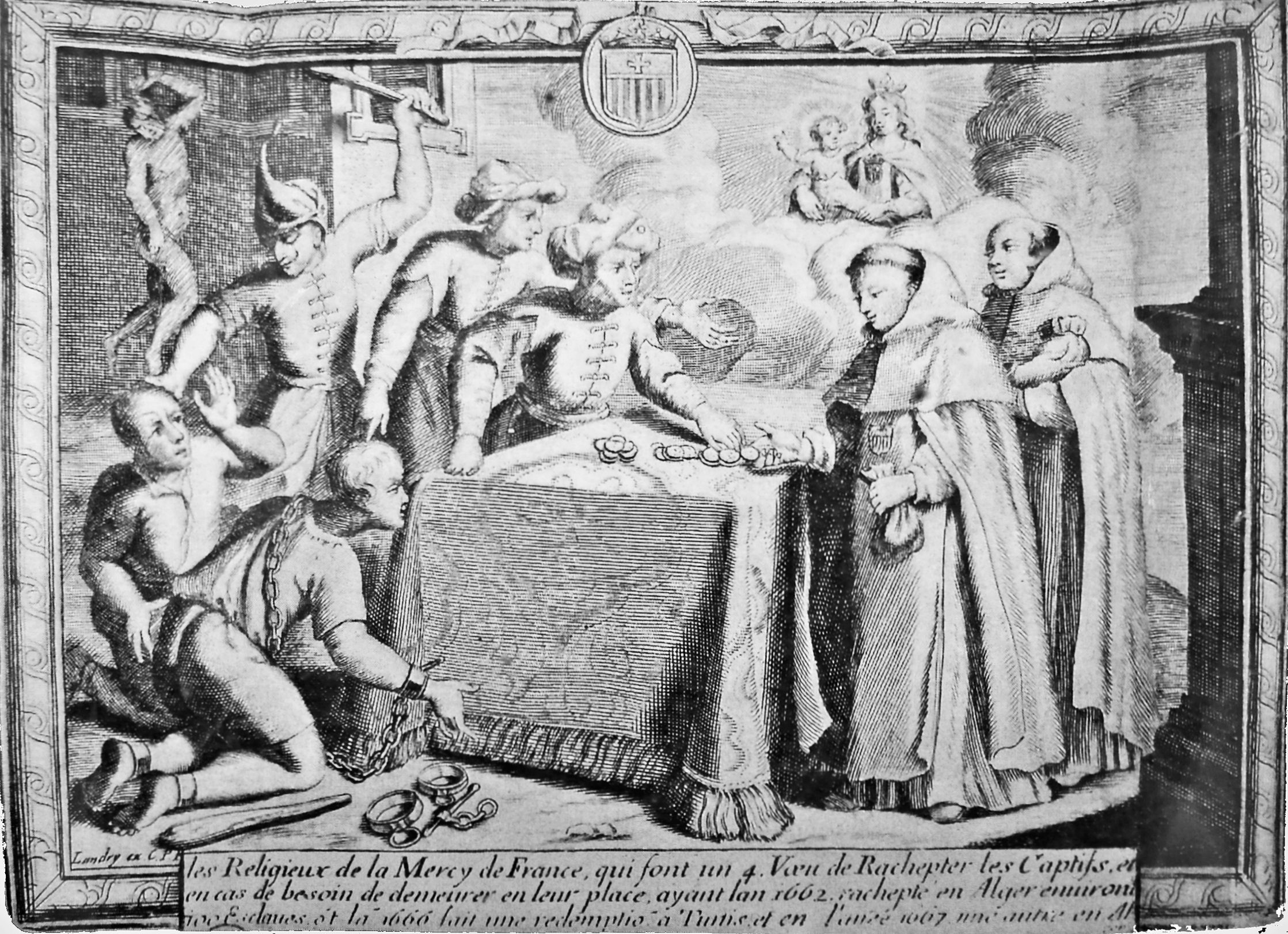
カトリックの僧侶による身代金支払いでの奴隷の解放(1661年、アルジェにおいて)

北アフリカにおける動産奴隷の制度はローマ帝国統治下の時代(紀元前145年-紀元430年頃)において法制化され、東ローマ帝国による支配下(533年-695年)でも同様の制度がとられた。ローマ時代にはサハラ砂漠周辺の人々が奴隷として北アフリカに連れてこられた一方、取り決めによってナイル川流域からの奴隷が規制されていたという文書記録が残っている。古代ローマが拡大すると、征服した土地の捕虜を奴隷としていた。オロシウスの記録によれば、北アフリカでは紀元前256年に27,000人の人々を奴隷としたとされる。 海賊行為によって捕らえられた奴隷はローマ帝国の奴隷の供給源の一つであった。5世紀の海賊は北アフリカの海岸地域における村を略奪し、捕らえた人々を奴隷とした。動産奴隷制はローマ帝国の凋落後も主にキリスト教徒のコミュニティで存続していた。イスラム帝国の拡大後には、サハラ砂漠における交易路の拡大に伴い、最終的にはマリ帝国やソンガイ帝国などサハラ砂漠の南方の地域社会にも同様の奴隷制は広まった。中世のヨーロッパでの奴隷貿易は主に東部と南部であった。主な目的地はビザンチン帝国とムスリム世界では、ヨーロッパ中央部と東部は大事な奴隷の源であった。しかし、ローマカトリック教会は、中世ヨーロッパの奴隷が広がりすぎたため、繰り返し奴隷制(少なくともキリスト教徒奴隷をキリスト教ではない土地へ輸出すること)を禁止した。イベリア半島のラダニテ(ユダヤ人商人)は中央ヨーロッパのペイガンの奴隷を西ヨーロッパ経由でアンダルスやアフリカへと貿易していた。

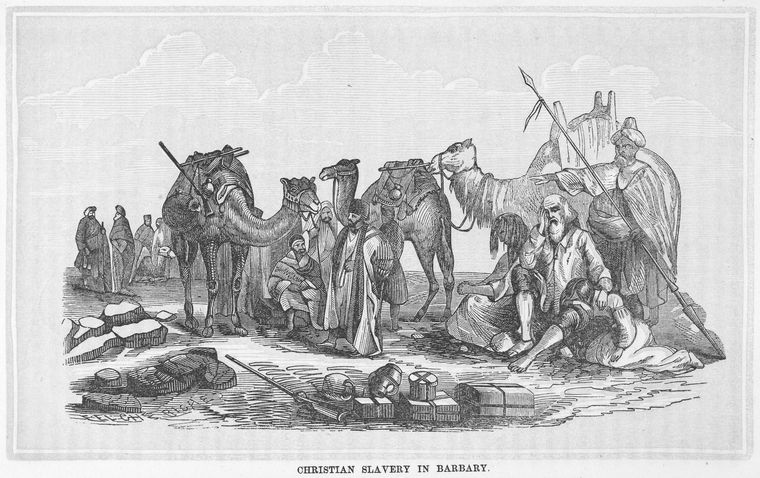
バルバリア海岸のキリスト教徒奴隷

中世に入るとイスラム教に改宗してカリフやスルタンに仕えた奴隷兵士であるマムルークが現れた。最初期のマムルークは9世紀にアッバース朝のカリフに仕えていたマムルークである。やがてマムルークは強力な軍事階級の一角を占めるようになり、エジプトのマムルーク朝のように自らが権力を掌握することもあった。ロバート・デイビスによれば、バルバリア海賊によって捕らえられ、北アフリカやオスマン帝国に売り飛ばされたヨーロッパ人奴隷は人口を安定させることや奴隷の死亡、逃亡、身代金支払いによる釈放などを考慮して、毎年8,500人、1530年から1780年までの250年間で125万人にのぼると推定している。
一方、私掠船により捕らえられたのは、東欧の非キリスト教徒の白人や西アフリカの黒人もいると主張するデイヴィッド・アールなどデイビスの推計に異論を唱えている歴史家もいる。
さらに、ピーク時の交易された奴隷の数をもってして奴隷の数を数世紀にわたって平均しており、誇張されて推定されているとされる。 そのため、特に18世紀や19世紀にかけては奴隷の輸入量が大きく変動しており、1840年代以前には奴隷の数に関する一貫した記録がないという事実もある。中東専門家のジョン・ライトは現在の推定が人類の観測による逆算に基づくとしている。
1500年代後期から1600年代始めには、約35,000人のヨーロッパのキリスト教徒奴隷がバルバリア海岸周辺、主にアルジェで拘束されていたと推定されている。主に船員 (主に英国人)が彼らの船と共にさらわれたほか、漁師や沿岸にすんでいる人々も拘束された。しかし、ほとんどの拘束者はアフリカ周辺の土地（スペインやイタリアなど）から誘拐された。
イタリア、ポルトガル、スペインと地中海の島々は海賊によって頻繁に攻撃され、イタリアやスペインの沿岸は住民によってほぼ完全に破棄されていた。1600年後、バルバリア海賊はたまに大西洋のアイスランドまで出ていくこともあった。有名な海賊にはオスマン帝国のバルバロッサなど多数がいた。
ドラグーツは、1551年にマルタゴゾ島住民の約5000～6000人全員を奴隷としてさらい、リビアへ送った。1554年、バルバロス・ハイレッディンはイスキア島を制圧し、4000人の囚人を捕り、リーパリ人口全体の約9000人を奴隷として追放した。1554年、ヴィエステを海賊が乗っ取ったときは、7000人もの住民が奴隷として連れ去られた。1555年、ドラグーツはバスティアを荒らし、6000人を囚人としてさらった。1558年、バルバリア海賊はシウタデリャ・デ・メノルカの町を破壊し、住民を殺害し、生き残った3000人余りを奴隷として捕らえイスタンブールに送った。1563年、ドラグーツはスペイングラナダの海岸に到着、アルムニェーカルなどの町の住民を約4000人の囚人と共に捕獲した。バレアレス諸島はよくバルバリア海賊によって攻撃され、多くの監視塔や教会が要塞化された。被害は非常に大きく、フォルメンテーラ島が無人になってしまったほどであった。

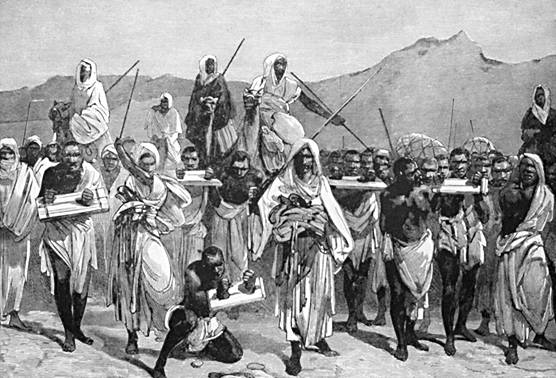
黒人ザンジュが奴隷市場へ歩いている様子

近世の資料には、バルバリア海賊の襲撃を受けたキリスト教徒のガレー船奴隷の様子を描いた記述が散見される:
特に追う時や追われる時の、海上のガレー船を見たことがないものは、そのような光景が最低限の同情心を抱ける者に与えるであろう衝撃を想像することは難しい。半裸で、半飢餓で、半分日に焼けたやせ衰えた不幸者が列をなし、数か月（普通は半年）もの間、板の鎖でつながれて、人間の限界を超えてむき出しの肉体に残酷な殴打が繰り返されて追い立てられるのを注視する...（には堪えない。）—
1798年にはサルデーニャ島近くをチュニジア人が襲撃し、900人以上の住民が奴隷として連れ去られた。
北西アフリカのサラウィー系ムーア人社会はある程度は現在まで伝統的にいくつかの部族階級に階層化されている。 ハッサン族戦士はホルマという従属的なベルベル系部族のズナガ族からの貢物を受け取っていた。その下には隷属的な黒人部族のハラティンがいた。
奴隷貿易が始まった初期にはマラリアに対する抵抗力のあるサブ・サハラのアフリカ人が農業に従事する奴隷としてアラビアや北アフリカに送られた。一方、北アフリカの奴隷はアラビア周辺にはあまり送られていなかった。

### アフリカの角

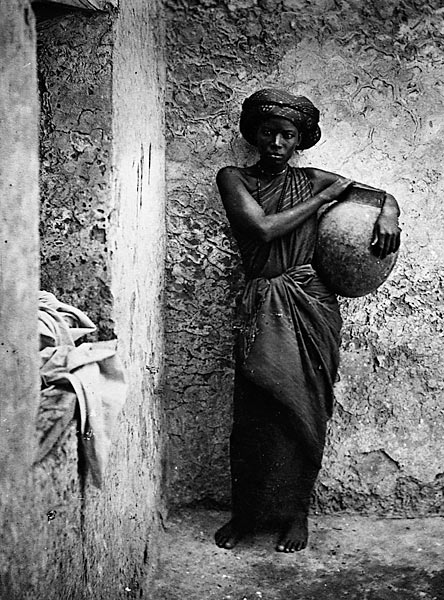
モガディシュの非自発的奴隷の女性(1882年頃)

アフリカの角ではエチオピア帝国のキリスト教徒の王が西方の国境周辺のナイロートの奴隷や征服もしくは再征服した土地からの奴隷を輸出していた。中近世のソマリ族やアファル人のスルタン国では、海路を通じてアフリカの内陸部から捕らえてきたバントゥー人奴隷を取引していた。

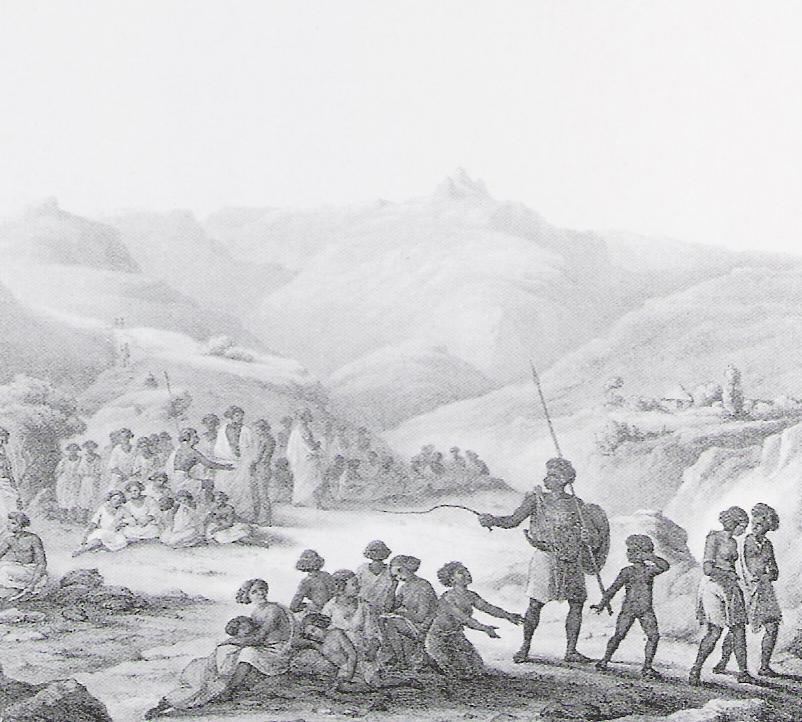
19世紀エチオピアの奴隷

エチオピアでの奴隷制はアフリカの他の多くのの地域における奴隷制と同様に基本的に女性を対象として家庭内奴隷として扱われていた。 男性に比べ多くの女性がサハラ地域を通過して、中東やヨーロッパ、インドへ移送された。 奴隷は主人の家庭で奉公し、生産活動にはあまり用いられなかった。奴隷は主人の家庭において「二級の」家族として扱われていた。エチオピアでは、19世紀中ごろにテオドロス2世が奴隷制廃止を試みていたが、エチオピアが国際連盟に加盟した1923年まで、奴隷制度は法的には廃止されなかった。だが、奴隷制の法的廃止後も奴隷制は続けられており、1930年には200万人の奴隷がいたと推定されている。1935年10月のイタリアによるエチオピア占領によりエチオピア国内の奴隷制は公的に廃止された。また、 第二次世界大戦の欧米の連合国各国はエチオピアに奴隷制や非自発的給仕を廃止するように圧力をかけ、エチオピアの独立回復後の1942年8月26日にハイレ・セラシエ皇帝は奴隷制を非合法とする布告を出した。
ソマリ人の国家においては、奴隷はもっぱら農園で労働をさせるために奴隷市場から購入されていた。バントゥー人奴隷の処遇に関する制度はスルタンや地方の行政官の出す法令により法的に定められていた。 これらの奴隷は解放や逃亡、身代金によって自由を得ることもあった。

### 中央アフリカ

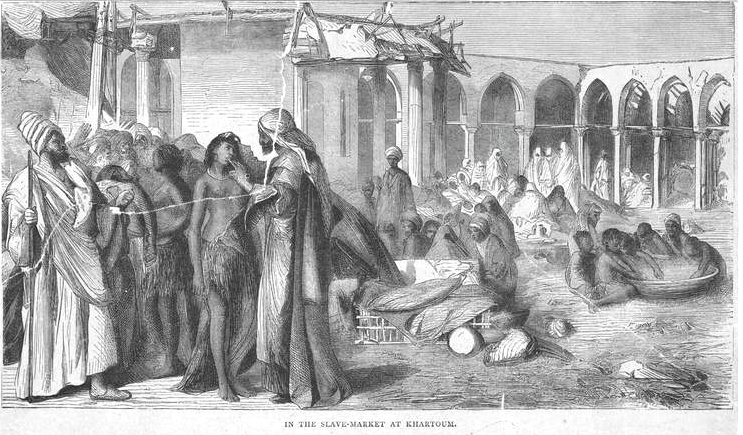
ハルツームの奴隷市場。

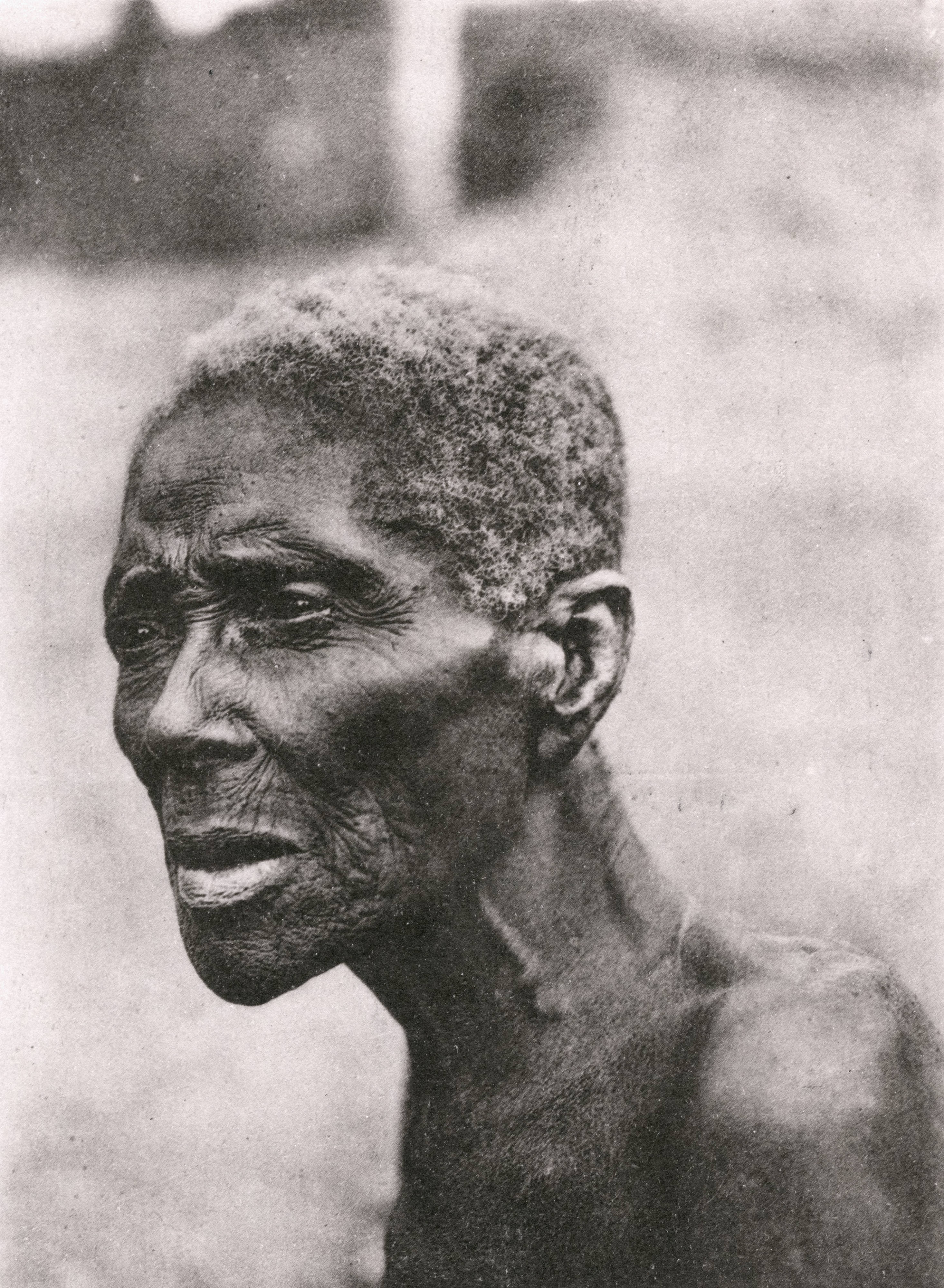
バムン王国国王イブラヒム・ニョヤの母ニャプンドゥンケが所有していた高齢女性の奴隷（1910年代撮影）

サハラの奴隷交易路を利用した奴隷の輸送は、古代から行われていた。
コンゴ王国の口承では、ルケニ・ルア・ニミが王国建国の際に降伏させたムウェネ・カブンガを自身の奴隷にした話が伝わっている。ポルトガルの資料も王国に奴隷制が存在したことを遺しているが、彼らは主にンドンゴ王国の戦争捕虜だったという。
コンゴ川上流の地域では当時既に奴隷制が広まっており、大西洋奴隷貿易の際に湾岸付近での奴隷の価格上昇によって長距離での奴隷貿易が儲かるようになると、奴隷の大きな供給元の一つとなった。奴隷貿易が終焉を迎えると奴隷の値段が暴落し、ボバンギ語話者をはじめとした地域的な奴隷貿易が膨らんだ。彼らは村の人口増加にも貢献した象牙の売り上げによる利益で、数多の奴隷を購入したという。奴隷たちは不貞などの理由によって親族によって売りに出され、逃走する可能性が低い者が多く、飢餓などの状況下では子供たちが売買されることも多かった。しかし、逃げ出そうとすることが多かった捕虜たちは、自宅から何百キロも離れた場所に連れていかれることがほとんどであった。
奴隷貿易は中央アフリカに大規模な影響を及ぼし、社会の様々な側面を完全に変容させた。例えば、奴隷貿易によって、川沿いの小規模な食料品や工芸品生産者にとっての地域貿易路が確立された。カヌーに数人の奴隷を載せて輸送するだけで、旅費を賄い、さらに利益まで上げることが満足に行えたために、カヌーの空きスペースに他の商品を載せて長距離を移動し、大きく価格の上乗せをせずにその商品を売ることができたのである。コンゴ川の貿易で大きな利益が得られたのは貿易商のうち少数であったが、このような貿易の側面は地域の生産者や消費者にある程度の利益をもたらした。

### 西アフリカ

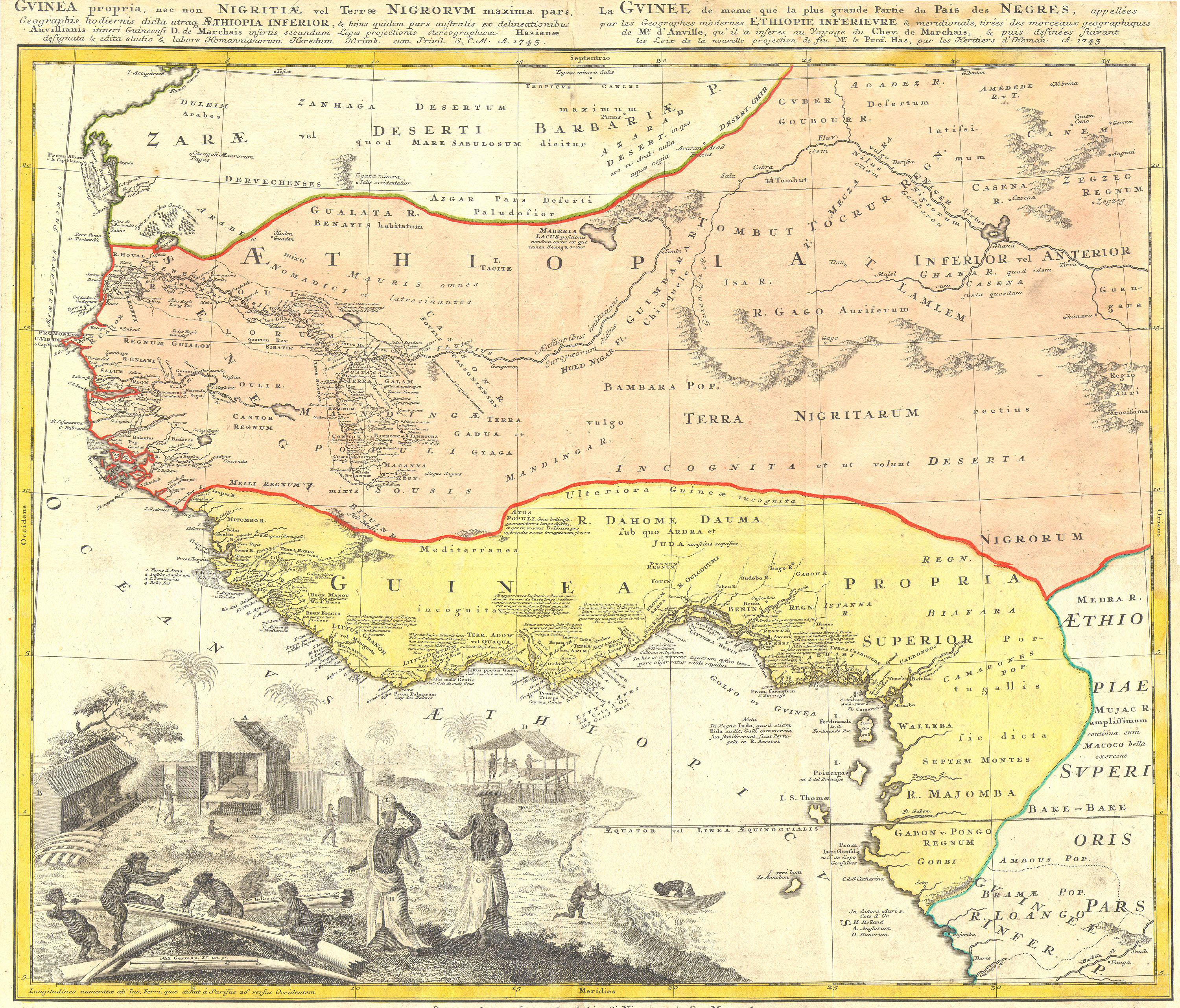
ホーマン・ハヤスによる西アフリカの地図

ヨーロッパ人渡来以前の西アフリカでは社会によって奴隷制度は様々な形態をとっていた。奴隷制度が存在したとはいえ、大西洋奴隷貿易以前は多くの非ムスリムのアフリカ社会で奴隷制はほぼ存在していなかった。市場規模が小さく、分業が行われていなかったことを考慮すると、大西洋奴隷貿易以前の西アフリカでは、奴隷制度のある社会は存在し得なかった。ほとんどの西アフリカ社会では親族集団による奴隷制が行われており、社会のごく一部の生産過程が奴隷によるものであった。親族社会の奴隷は任意の者による集団の奴隷の役割とほぼ同様のものであった。 マーティン・クラインはは大西洋奴隷貿易以前の西スーダンの奴隷は人口のごく一部のみを占め、世帯の一員として生活し、世帯の自由民と共に労働し、顔見知りのつながりのある社会の中で暮らしていたと述べている。トランス・サハラ奴隷貿易と西サヘルの金による経済の発展により、奴隷貿易を中心とした国々が増えた。それらの国々には、ガーナ王国、マリ王国、ボノ国、ソンガイ帝国などがある。しかし、奴隷貿易に参画していない西アフリカの社会では奴隷貿易に大きく反発していた。ジョラ族は17世紀末まで奴隷貿易への参画を拒んでおり、19世紀まで自社会において奴隷による労働は行われていなかった。クル族やバガ族も奴隷貿易に反発していた。 モシ諸王国はトランス・サハラ奴隷貿易のいくつかの拠点を奪取する試みに失敗しているが、西サハラにおいて奴隷略奪を行う強国の攻撃を防衛する立ち位置となった。モシ諸王国は結局1800年代に奴隷貿易に参入し、大西洋奴隷貿易の主要な市場となった。
ホーマン・ハヤスの地図に書かれているようにセネガルは奴隷貿易の出発点であり、貿易拠点の港であった。黄金海岸の文化は一族の土地よりはむしろ、個人の権力に大いに基づいていた>。 西アフリカ、とりわけセネガルのような場所では、貴族階級における奴隷制の利点と地域に適したものについて、地域の権威が理解を深めていくことによって、奴隷制の発展につながった。このような統治は様々な労働方法や奴隷の同化手法を見定めながら「政治的道具」として使用していく統治手法を取っていた。奴隷がこうした手段や地位のための「政治的な道具」とみなされており、西アフリカでは奴隷の家事労働と農業労働がより明らかに重要なものと化していった。奴隷が主人より多くの妻を持つことはよくあることで、このことも奴隷の主人の地位を上げていた。奴隷は全く同じ目的で使い続けられるというわけではなかった。ヨーロッパ人が入植した国ではその国の経済的需要に合うよう貿易に参加していた。

歴史家のウォルター・ロドニーは上ギニア地域に奴隷制や顕著な家庭内奴隷に関する記述がないことを確認している。また、I. A. Akinjogbinはヨルバ人やアジャ人が治めていた地域の海岸部では、ヨーロッパ人の到達まで奴隷貿易はあまり行われていなかったことが明らかになっていると主張している。1864年にインヴェスティゲーター号によるニジェール川を遡る探検に同行したT・バレンタイン・ロビンスは、1866年にロンドン民族学協会で発表した論文の中で、ニジェール川流域の奴隷制度について次のように述べている。
イギリス人が想像するようなものではない。アフリカのこの地域でよく見られるのは、家族の一員としてみなされており、強制労働はなく、主人と奴隷が共に働き、同じような食事を食べ、同じような衣服を身に付け、同じ小屋で眠る。中には、主人より妻の多い奴隷もいる。奴隷は保護され、生活に必要なものはすべて与えられる。自由民は奴隷より不遇で、誰にも食事をせびることはできない。
 大西洋奴隷貿易が始まると、西アフリカの奴隷の需要が増大し、多くの権威が奴隷貿易を重点に置き、家庭内奴隷が劇的に増えた。 ヒュー・クラッパートンはカノの人口の半分が奴隷であると思っていたという。

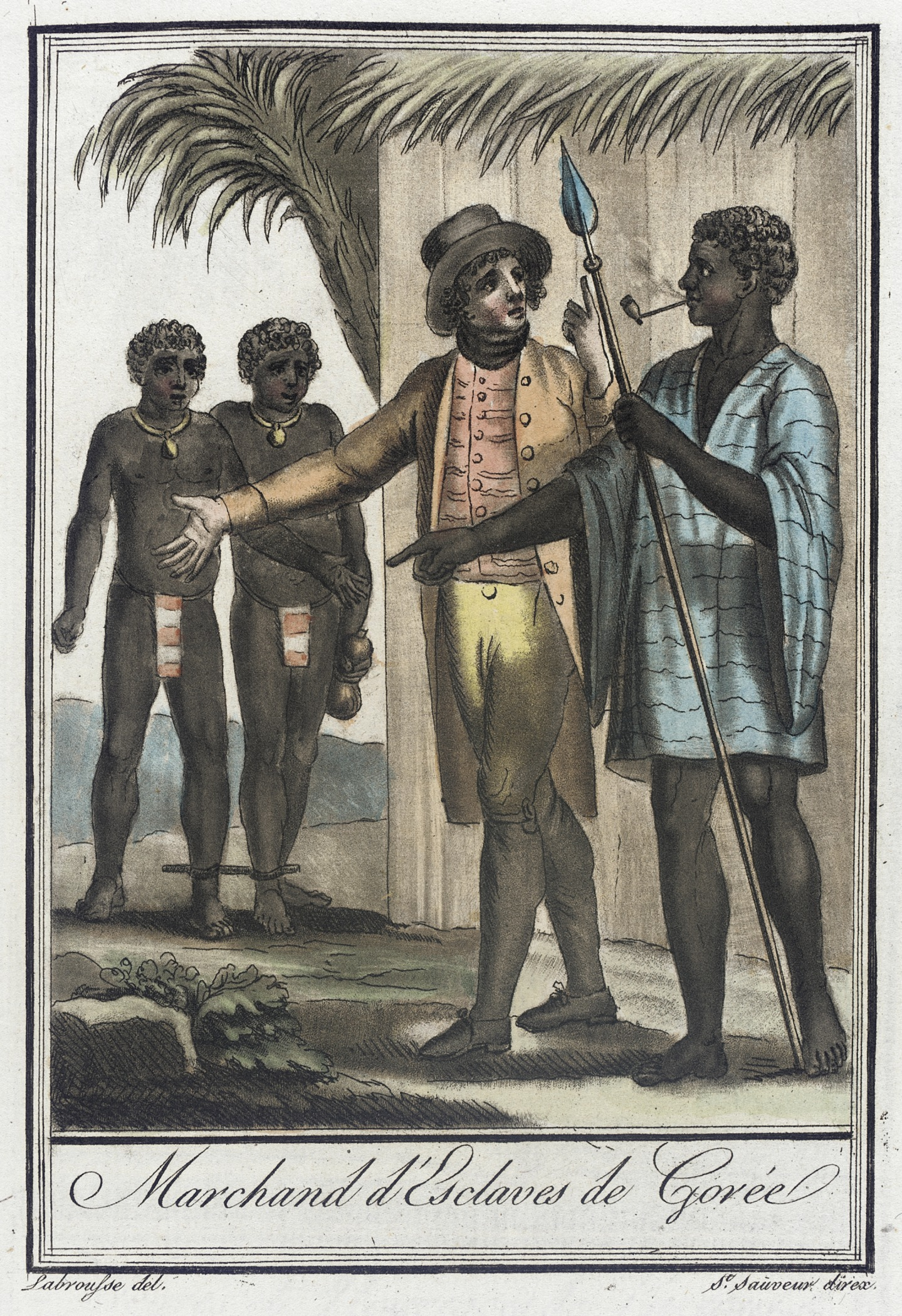
ゴレ島の奴隷商人、1797年頃

セネガンビア地域では1300年から1900年にかけての時期には、人口の3分の1近くが奴隷であった。ガーナ王国、マリ帝国、バナマ帝国、ソンガイ帝国など中世にサヘル西部に存在したイスラム国家でも、国民の3分の1が奴隷であった。19世紀の西アフリカや西南アフリカでは、国・地域や民族によって差はあるものの大まかに人口の約3分の1から約4分の3が奴隷であった。トゥアレグ族の間では奴隷制度が非常に普遍的なものであり、現在でも多くが奴隷を所有している。
イギリスが20世紀初頭にソコト帝国周辺の北部ナイジェリア保護領を支配した時、200-250万人の奴隷がいた。北ナイジェリアの奴隷制度は1936年に非合法化された。

### 大湖沼地帯

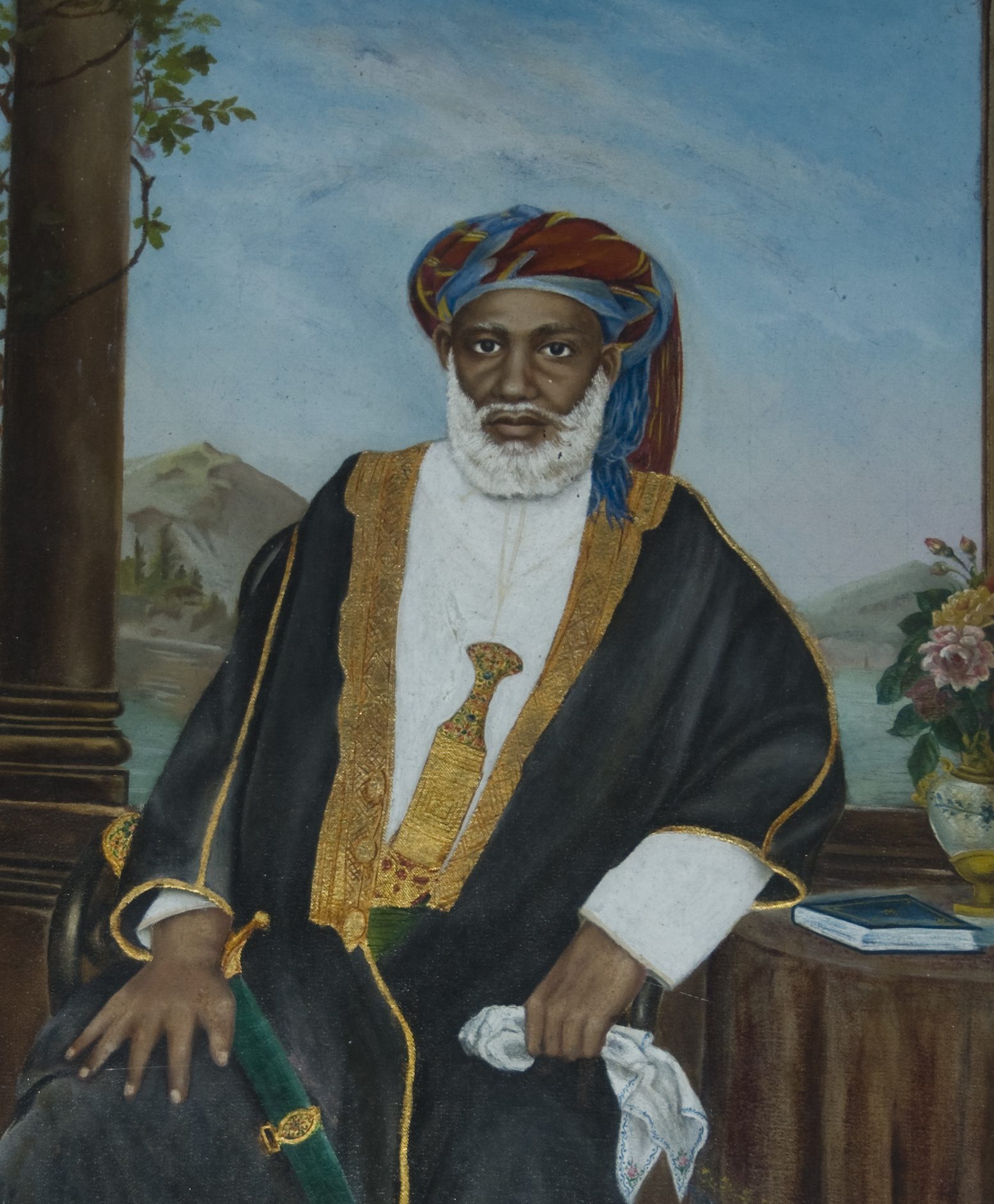
ザンジバルの奴隷商ティップー・ティプは10,000人以上の奴隷を所有した。

東部アフリカの大湖沼地帯からの海路の貿易は紀元後1千年紀からペルシア、インド方面と行われており、奴隷は金や象牙に次ぐ重要な商品であったという。言及された奴隷貿易は小規模かつほとんどがキルワ島 (タンザニア）、マダガスカル島、ペンバ島での女性や子どもの奴隷略奪であった。ウガンダなどの場所では、女性の奴隷の状況は当時の奴隷制度の慣習とは異なっていた。性別や社会的地位によって役割が分担されていた。ウガンダの奴隷制度では、農民と奴隷との区別がされなければならなかった。シェーン・ドイルとアンリ・メダールによれば、ウガンダの奴隷は戦争での略奪や売買または負債奴隷として得られる他、農民は領主や酋長からの戦いの褒美や長となった親戚からの贈与や父親からの相続により奴隷が与えられることもあり、健康な息子を酋長や王に使えさせる奴隷もいたという。
アフリカ大湖沼地帯では、言語学的証拠から数百年前から戦争奴隷、負債奴隷、奴隷貿易の存在が示されており、これらの形態による奴隷は18 - 19世紀において著しく増加したことが分かっている。この地域の奴隷は西アフリカの奴隷よりも従順だったために評判が高く、厚い信頼を得られたと考えられている。
アフリカ大湖沼地帯では、奴隷の言語が多様化していた。湖の存在により奴隷の捕獲や輸送が容易なものとなっていた。貿易ではどこでどのように使役されるかによって捕虜、避難民、奴隷、農民の区別がなされた。
歴史家のキャンベルとアルパースは、南東アフリカでは様々な労働区分があり、奴隷と非自由民との区別はほとんどの社会であまり区別されなかったと主張している。しかし、18 - 19世紀に国際貿易が増加するにつれて南東アフリカは大西洋奴隷貿易にも巻き込まれていった。1776年にキルワ島の王はフランスの商人へ毎年1,000人の奴隷を供給するという条約を締結している。
同時期、オマーンやインド、南東アフリカの商人はアフリカ南東の沿岸部や島々にプランテーションを設けだした。労働力供給のために奴隷略奪と奴隷の保有はこの地域にとって重要性が増し、ティップー・ティプのような奴隷商が政治環境でも多大な存在感を示した。1800年代前半には南東アフリカの奴隷貿易は最盛期を迎え、年間3万人にもおよぶ奴隷が売買されていた。しかし、プランテーションや農業奴隷制が敷かれていたザンジバル・スルタン国を除き、奴隷制度は国内貿易において重要な地位を占めることはなかった。歴史家で作家のティモシー・インソールは19世紀にスワヒリ海岸から718,000人の奴隷が輸出され、769,000人が沿岸部にとどまったとの記録があると著している。ザンジバルでは、奴隷制のあった時期全体で65-90%の人口が奴隷化されていた。一時、ケニア沿岸では人口の90%、マダガスカルでは人口の半分が奴隷にされていた。

## 奴隷制の変容
アフリカでの奴隷制はトランスサハラ奴隷貿易の開始、インド洋奴隷貿易の開始、大西洋奴隷貿易の開始、そして19世紀から20世紀に行われた奴隷解放運動のそれぞれにより、その経済性や形態といった性質が大きく変容している。
アフリカの奴隷制は、権力者がヨーロッパ人との関わりを行う上で、自らの行動を正当化するために時代によって様々に変容していった。 18世紀のヨーロッパの作家には、大西洋奴隷貿易の正当化のためにかなり残酷な奴隷制を行っていると非難する者もいた。また、その後の世代でも、ヨーロッパ諸国が奴隷制度を終わらせるために、アフリカへの干渉や植民地化を正当化していると非難する作家も現れている。
多くのアフリカ人は新世界での奴隷制が過酷なものであることを知っていた。大西洋奴隷貿易が行われていた時代には、上層のアフリカ人も卓越風を利用した奴隷船に乗ってヨーロッパを訪れている。その一例として、1604年にコンゴ王国のバチカン使節アントニオ・マニュエルはヨーロッパに渡る際、ブラジルのバイーア州に立ち寄っている。この際、奴隷化されたコンゴ国民を解放するよう手配を行っている。 また、アフリカの君主らはヨーロッパで教育を受けさせるために自らの子供を奴隷船に乗せて新世界経由でヨーロッパに送っている。

### トランスサハラ奴隷貿易とインド洋奴隷貿易
トランスサハラ奴隷貿易に関する初期の記録は古代ギリシャのヘロドトスの記録(紀元前5世紀)に現れる。 ヘロドトスによれば、ガラマンテス人がトランスサハラ奴隷貿易に従事し、エチオピア人や洞窟住居民を奴隷にしていたという。ガラマンテス人は労働力の多くを奴隷に依存しており、奴隷をベルベル人がフォガラと呼ぶ地下灌漑施設の建設維持に用いていた。
ローマ帝国時代初期、レプティスでは奴隷市場が開かれ、アフリカ内陸部から運ばれた多くの奴隷が取引されていた。ローマ帝国は奴隷貿易において関税をかけた 。5世紀には、カルタゴにおいて黒人奴隷の取引が行われていた。黒人奴隷はその見た目から地中海地域における家庭用奴隷として価値があったという。古代ローマにおいて奴隷の需要は高く、奴隷貿易の規模は中世よりも大きなものであったとする歴史家もいる。
インド洋での奴隷貿易は紀元前2,500年にまでさかのぼる。 古代バビロニア人、 エジプト人、ギリシャ人、 インド人、ペルシア人はインド洋や紅海で奴隷貿易を行っていた。アレクサンドロス3世の時代の紅海での奴隷貿易は アガタルキデスによって記述されている。ストラボンの 地理誌では、Adulisやソマリアの海岸の港でのギリシャ人による奴隷貿易の様子が記されている。大プリニウスの博物誌や紀元1世紀に書かれたエリュトゥラー海案内記でもインド洋奴隷貿易について記述している。エリュトゥラー海案内記によれば、奴隷はOmana (現代のオマーンと推測されている) やKanê(現在のイエメン・ハドラマウト)からインド西海岸へ輸出されていたとされる。古代のインド洋奴隷貿易はバビロニアやアケメネス朝の時代から行われていた多くの人々を乗せることができる造船技術によって成立していた。
ビザンツ帝国やサーサーン朝の時代には奴隷貿易は主要な事業となっていた。 コスマス・インディコプレウステースは自著キリスト教地誌(550年)においてエチオピアの奴隷は紅海経由でエジプトに輸入されていたとしている。なお、サーサーン朝の時代にはインド洋奴隷貿易では奴隷だけではなく、宦官や学者、商人の移送にも使われていた。
インドや中東向けのアフリカ人の奴隷化は7世紀には始まっていたが、1750年頃までは活発ではなかった。貿易量は1850年に最大となったが、1900年頃にはほとんど行われなくなったと考えられている。ムスリム商人が奴隷交易を始めたのは8～9世紀頃で、当初は主にアフリカ大湖沼地域やサヘル地域から少数の奴隷を扱っていた。 シャリーアでは奴隷制を容認していたが、他のムスリムを奴隷とすることを禁じている。そのため、奴隷の対象はアフリカでもイスラーム圏の辺境地域の人々のみであった。アフリカ系アラブ人貿易者によるサハラ砂漠やインド洋をまたぐ奴隷貿易は9世紀に始まっていた。 当時、数千人の奴隷が毎年紅海やインド洋沿岸から連れられたと推測されており、その奴隷は中東全域で売られた。より多くの貿易ができる船舶技術の発達とプランテーションにおける労働力の需要拡大に伴って、貿易の規模は年間数万人規模まで拡大した。 スワヒリ海岸では、アフリカ系アラブ人の奴隷商人が内陸部のバントゥー人を捕え、沿岸部に連れてきた。その奴隷は次第にウングジャ島やペンバ島のような農村地域でムスリムと同化していった。
アフリカのイスラーム化により、宦官やハレムの護衛、軍の部隊などといった奴隷による雇用関係の新たな形が作り出されることや、奴隷の子どもが自由の身分となる条件（イスラームへの改宗）が生み出されることによって奴隷の関係性を変化させた。しかし、貿易量は依然として少なく、奴隷貿易の規模は何世紀にもわたって大きくは拡大しなかった。奴隷制は小規模で苛烈なものではなかったため、イスラームに改宗しなかったグループにおける奴隷制度への影響は小さかった。しかし、19世紀に入るとアフリカからイスラム諸国への奴隷貿易の規模は大幅に拡大した。欧米諸国で奴隷制度を廃止する動きがみられた1850年代にもイスラーム諸国向けの奴隷貿易は拡大していたが、1900年前後に欧州諸国がアフリカのほとんどを植民地化する頃には奴隷貿易はほぼなくなった。1500年から1900年までにムスリム商人によって最大1700万人の奴隷がインド洋沿岸地域、中東、北アフリカに連れられて行ったと推計されている。
1814年、スイス人探検家のヨハン・ルートヴィヒ・ブルクハルトはエジプトやヌビアへの旅行記で奴隷貿易の光景を目にし、「私は恥知らずな行いをしている光景をしばしば目にし、主役の商人はただ笑っているだけであった。あえて言わせてもらえば、10年以上奴隷の身分でいるエジプトやアラビアへ連れられていた女性で処女であるものはほとんどいなかった。」と述べている。

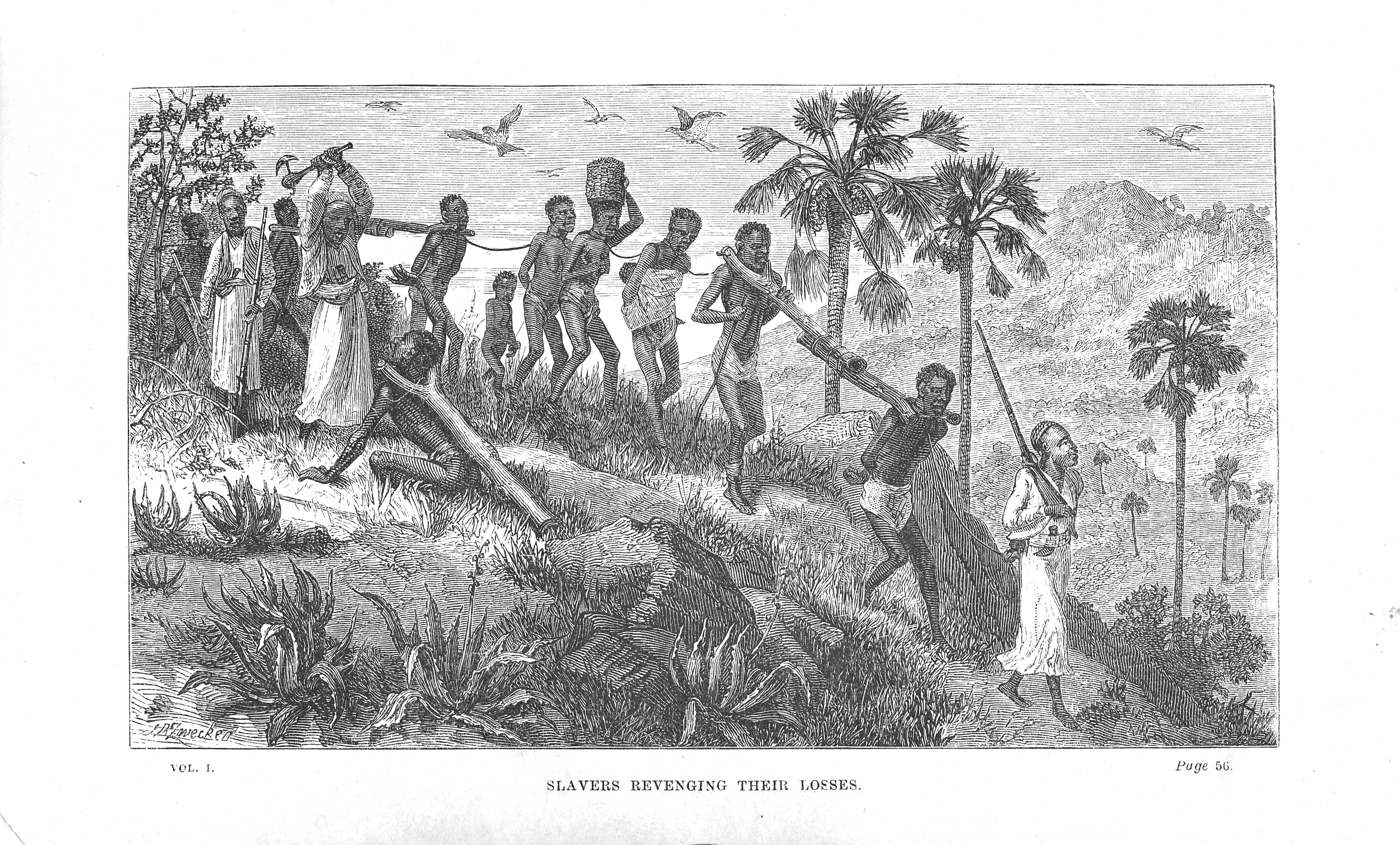
モザンビークのルヴマ川沿いを歩くスワヒリ系アラブ人の奴隷商と奴隷（19世紀）

デイヴィッド・リヴィングストンは日記で東アフリカの奴隷貿易について次のように述べている:
奴隷貿易ほど邪悪なものはない:442。 
またリヴィングストンは旅の途中の1866年に、アフリカ大湖沼地域のアラブ人奴隷商によって強制的に歩まされる奴隷の集団について記述している。その中には奴隷商が歩けなくなった奴隷の女性を殺害したことを伝聞したことや、食べ物がなく奴隷商に見捨てられ、衰弱した奴隷の集団と餓死した奴隷の男性についての記述がある:56、62
。
サハラ砂漠横断ルート上での奴隷の死亡率は大西洋横断ルートでの死亡率に匹敵する。北アフリカでの死亡率は比較的良い扱いをされた集団においても特に高かった。アラビア語、ペルシア語、トルコ語で書かれた中世の奴隷の買い手向けのマニュアルでは、スーダンやエチオピア出身のアフリカ人が生活環境が変わると病気になりがちで死にやすいことが説明されている 。
ザンジバルは19世紀オマーンのアラブ人による奴隷貿易が盛んであった港湾で、毎年5万人ほどの奴隷が通過した。
ヨーロッパ人によるインド洋奴隷貿易は16世紀初頭にポルトガル領インドが成立したことに始まる。以後、1830年代までに約200人もの奴隷がモザンビークから輸出されたと推定されている。この数値はイベリア連合（1580年-1640年）時代にアジアからフィリピンに連れてこられた奴隷の推計人数とほぼ同じであるとされる。
17世紀初頭のオランダ東インド会社成立後、インド洋地域の奴隷貿易量が急速に増大し、17～18世紀に最大50万人にも及ぶ奴隷が様々なインド洋地域にあるオランダ領植民地にいた。 例えば、オランダ領セイロンのコロンボ要塞の建設には約4000人ものアフリカ人奴隷が使われた。バリ島やその近隣の島々には、1620年から1830年の210年間で約10～15万人の奴隷が供給された。インド人や中国人の奴隷商は17～18世紀におおよそ25万人の奴隷をインドネシア地域のオランダ領に供給した。
イギリス東インド会社 (EIC) は17世紀に設立され、その船一隻がコロマンデル海岸からオランダ領東インドへ奴隷を運んだ。イギリス東インド会社は主にアフリカの奴隷を売買していたが、アジア人の奴隷商から購入したアジア人奴隷も見られた。フランスは1721年にレユニオンやモーリシャスに植民地を設立し、1735年までに7,200ほどの奴隷がマスカリン諸島に居住し、1807年には13万3千人に達した。イギリスが1810年にマスカラン諸島を占領した際には、すでにイギリスでは奴隷貿易は禁止されていたが、プランテーションの農園主に向けた奴隷貿易はひそかに続けられた。1670年から1848年にかけて、合計336,000～388,000人の奴隷がマスカラん諸島に輸出されていた。
ヨーロッパの商人らは1500年から1850年の間にインド洋地域で567,900～733,200人の奴隷を運んでいた。アフリカのインド洋沿岸地域からアメリカ大陸へもほぼ同数の奴隷が渡っていった。しかしながら、アフリカ西岸部から大西洋を渡っていった奴隷の数には遠く及ばない規模であった。

### 大西洋奴隷貿易

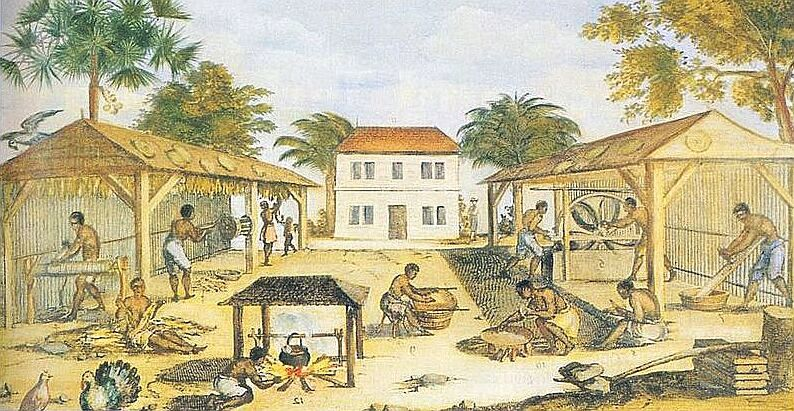
17世紀、バージニア州の農園で働くアフリカ人奴隷（1670年、作者不詳）

大西洋奴隷貿易は15世紀から19世紀にかけて行われていたアフリカ大陸から大西洋を渡ってアメリカ大陸へ奴隷を輸出する貿易である。 パトリック・マニングによれば、大西洋奴隷貿易によって世界中の奴隷の内、1600年には少数派であったアフリカ人を1800年までに圧倒的多数になるまでになった点で重要な出来事という。また、1850年までにアメリカのアフリカ人奴隷よりアフリカ内のアフリカ人奴隷が多数になったとされる。
奴隷貿易は比較的短期間で経済的にわずかな規模から最大の市場に変貌した。さらに、農業プランテーションもそれに伴って急速に拡大し、多くの社会で重要な要素となった。 ヨーロッパ諸国によるアメリカ大陸の植民地化以降、主要な貿易路の拠点として機能したアフリカの経済都市はインド洋沿岸地域からアフリカ西海岸へと移っていった。それと同じころに、多くのアフリカ人の社会は奴隷貿易から逃れるために奴隷貿易のルートから遠い場所に移転した。このことはアフリカの経済的・技術的発展を妨げる原因の一つとなった。
多くのアフリカの社会では、労働力需要の増加により伝統的な家系による奴隷制度が、動産奴隷に近いものに変貌していった。その結果、ほとんどの西アフリカの社会では奴隷の生活の質や労働条件、地位が低下していった。同化を目的とした奴隷制は徐々に動産奴隷制へと代わっていった。同化を目的とした奴隷制の下では、たいてい奴隷は財というよりは主人の家族の一員として扱われており、最終的に自由を認め、文化的・社会的・経済的な影響力も大きなものであった。
伝統的な家系による奴隷制の下では、家庭内の労働力としての側面や生殖的な側面から女性がより望ましい奴隷とされていた。男性の奴隷は肉体的な農業労働に使われていた。しかし、多くの男性の奴隷がアフリカ西岸部や新世界に連れていかれるに従い、女性の奴隷も次第に肉体的労働や農業労働に使われることが多くなり、一夫多妻制もそれに伴って増えた。アメリカの動産奴隷はプランテーションでの肉体労働に従事するため非常に過酷なもので、新世界における男性の奴隷は一般的にプランテーションで使われていた。

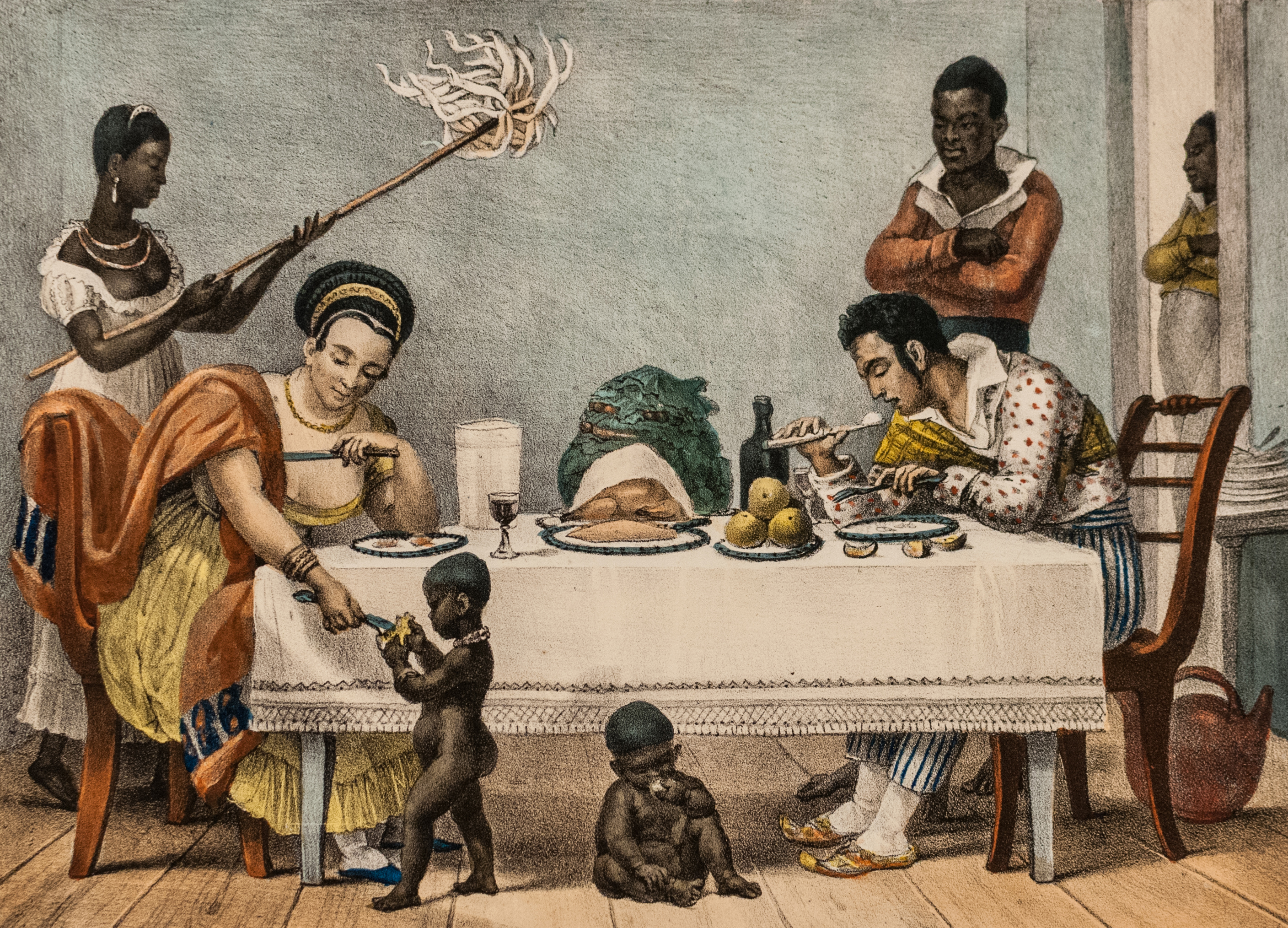
ブラジルの黒人奴隷（1839年、ジャン＝バティスト・デブレ作）

大西洋奴隷貿易によってアフリカで健常者が減少し、多くの社会で耕作や発展が妨げられたと論じられてきた。多くの学者は大西洋奴隷貿易によってアフリカの発展が停滞し、人口バランスが崩れ、後のヨーロッパ諸国の植民地化に対して脆弱になったと主張している。
ギニア湾沿岸に到達した最初のヨーロッパ諸国はポルトガル王国であった。ヨーロッパ人でアフリカ人奴隷を最初に購入した人物はポルトガルの探検家のアントン・ゴンサウヴェスであり、1441年のことである。もともとポルトガルは金や香辛料の交易に関心があり、15世紀後半に当時無人島であったサントメに植民地を設立した。16世紀にポルトガルの入植者が火山島が砂糖の栽培に最適であることを発見した。砂糖の栽培は多くの人手を要する事業であるが、暑い環境やインフラの欠如、過酷な労働条件によりポルトガル人入植者を呼び込むことは困難であった。砂糖のプランテーション事業を行うため、多くのアフリカ人奴隷を使うこととした。ギニア湾のエルミナ城は金の交易を管理するために1482年にアフリカ人奴隷を使って建てられたものであったが、新世界へ奴隷を運ぶための重要な拠点へと変容していった。

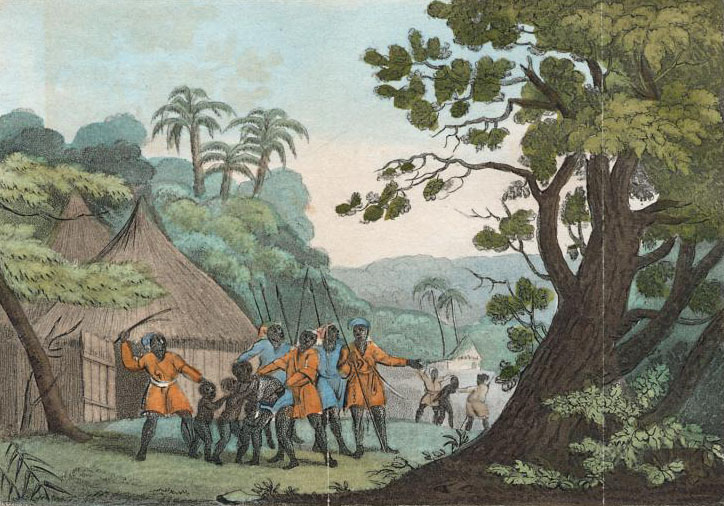
カヨール王国・セネガル川岸での奴隷貿易

スペインはアフリカ人奴隷をキューバやイスパニョーラ島のようなアメリカの島嶼部に運んで使役させるようになった（新世界のスペイン領植民地の奴隷も参照）。新世界の島嶼部の植民地では先住民の死亡率が非常に高くなり、1512年にブルゴス法が公布されて先住民が保護されるようになった。最初のアフリカ人奴隷は1501年にイスパニョーラ島にたどり着いた。
イボ族の地域では、宗教的権威のアロの神託によって、奴隷貿易の活発化以前は隷従の処罰が下されなかった小さな掟破りでも奴隷となるよう多くの人に強いるようになった。その結果、供給できる奴隷の数が増えた。
大西洋奴隷貿易は18世紀後半にピークを迎え、西アフリカから買われるか捕らえられてアメリカ大陸に連れていかれた奴隷の人数は最大となった。奴隷の需要増加はヨーロッパの新世界における植民地の規模拡大によるもので、西アフリカの有力な勢力にとっても奴隷貿易はより多くの利益をもたらすものとなった。その結果、西アフリカではアシャンティ王国やダホメ王国など奴隷貿易で繁栄する国家が多く現れた。これらの王国はヨーロッパ人との貿易に使う多くの捕虜を得るために戦争に依存していた。19世紀初頭にイギリスで刊行された『奴隷貿易論議』（Slave Trade Debates）では、多くの著作家が（西アフリカの国家群による）戦争が奴隷獲得の手段だけでなく、ヨーロッパ人に扇動されて行われている側面もあるという点で同一の見解を取っていると記されている。だが19世紀には、ヨーロッパの植民地における奴隷制が徐々に廃止されてていったことで、西アフリカの国家群の衰退し、崩壊につながった。 ヨーロッパ列強が大西洋奴隷貿易を止め出すと、アフリカの奴隷の大口の所有者がプランテーションやその他の農園の奴隷を搾取し始めるようになった。

### 奴隷制の廃止
奴隷の隷従関係の最後の大きな変化は19世紀中ごろ以降の奴隷解放を目指す動きによって起こった。1870年代には、ヨーロッパ諸国がアフリカ内陸部の大部分に支配を及ぼすようになったが、その植民地政策は奴隷の隷従関係の変化によってしばしば混乱した。例を挙げると、奴隷制度は公的には禁じられていたにもかかわらず、植民地政府が逃亡した奴隷を奴隷の主人のもとへ戻すこともあった。植民地支配下でも奴隷制が存続した地域もあり、これらの地域では奴隷制は独立後まで変わらなかった。 アフリカの反植民地闘争ではしばしば奴隷や元奴隷が主人や元主人と共に独立のために戦った。しかし、そのような協力は短期間で終わり、独立後は大抵、主人や奴隷といった階級ごとにそれぞれの政党が結成された。
アフリカのいくつかでの地域では奴隷制や奴隷制のような慣行が現在も続いており、違法な人身売買（特に女性や子ども）が行われている。この問題は奴隷制の撤廃が、政府や市民社会の力をもってしても困難であることを示している。
奴隷制や奴隷貿易廃止を目指す欧州諸国の動きは18世紀後半に始まり、アフリカの奴隷制度に大きな影響を与えた。ポルトガルは1761年2月12日発布の法律で、本土とポルトガル領インドでの奴隷制を禁じたが、これは人道的な理由ではなく、奴隷制はブラジル植民地やアフリカのポルトガル植民地では廃止されなかった。 フランスは奴隷制を1794年に一時廃止したが、1802年、ナポレオン・ボナパルトにより奴隷制が再び合法となり、1848年まで奴隷制が続いた。1803年、デンマーク＝ノルウェーは欧州諸国で初めて奴隷貿易を禁じた国となったが、奴隷制自体は1848年まで合法であった。イギリスも1807年に奴隷貿易を奴隷貿易廃止法により禁じた。奴隷船の船長には高額の罰金が科され、その額は奴隷の数によってより高額なものとなった。1833年には、イギリスで世界初の奴隷廃止法が制定され、大英帝国内のすべての奴隷が解放された。英国は他国にも圧力を掛けてアフリカにおける奴隷貿易を廃止させる動きを見せた。その例としてイギリスの圧力を受けてオスマン帝国が1847年に奴隷貿易を廃止した例がある。アメリカでは、1820年の商業保護および海賊行為の罰則法では、黒人やムラートを奴隷とする意図をもって拘束または船に乗せた場合に死刑に処せられる海賊行為としてみなすとした。

大西洋奴隷貿易を最後まで続けていた主要国のブラジル帝国では、1850年に奴隷貿易を禁止するエウゼービオ・デ・ケイロス法が成立し、奴隷貿易は大きく縮小して、そのほとんどが違法なものとなった。しかし、ブラジルでは奴隷制そのものはその後もしばらく続き、 違法な奴隷貿易も1870年ごろまではしばしば行われていた。ブラジルの奴隷制は1888年に摂政のイザベル・ド・ブラジルとロドリゴ・シルバによって違法化された。19世紀にイギリスは違法な大西洋奴隷貿易を抑止することに尽力していた。イギリスの西アフリカ戦隊は1808年から1860年の間に1,600隻の奴隷船を拿捕し、15万人のアフリカ人を解放したとされる。奴隷貿易を違法化することを含んだイギリスとの条約を拒んだアフリカの国家群の指導者らに対しても対処を行っている。その例として、ラゴスのオバ（ラゴスの王）へ干渉して1851年当時の王コソコを退位させた事例が挙げられる。 反奴隷制の立場をとった条約は50地域以上のアフリカの統治者と結ばれている。

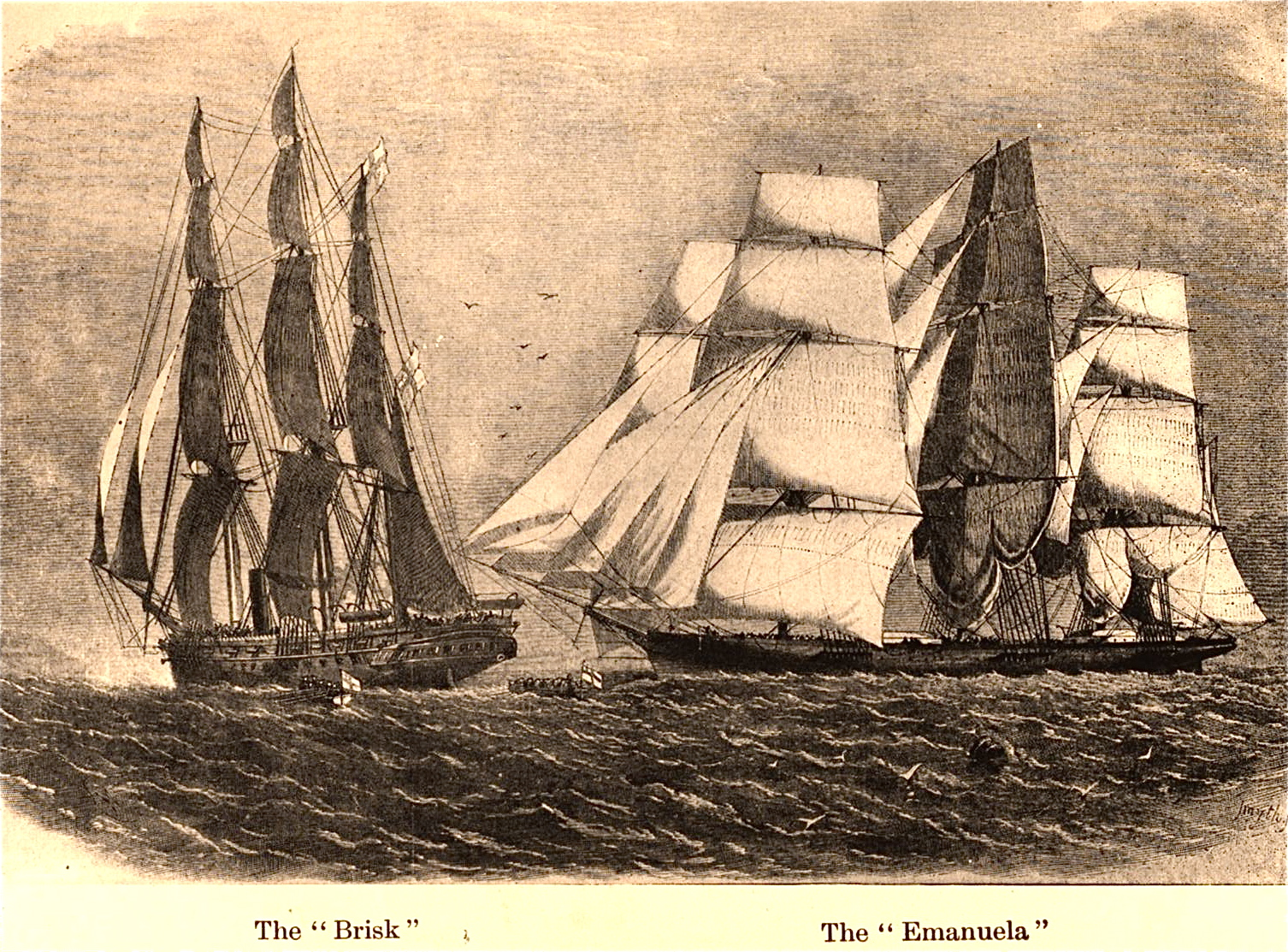
ブリスクによる奴隷船エマヌエラの拿捕

パトリック・マニングは19世紀後半のアフリカ社会では国内の奴隷制が重要なものであったと主張している。大西洋奴隷貿易の廃止は、奴隷貿易に依存していたアフリカ諸国の経済は国内のプランテーションの奴隷制と奴隷による労働を使った合法的な商業に依存するよう再編された。
反奴隷制の動きはアフリカの大半をヨーロッパが征服し、植民地化を行う際の口実や開戦事由となった。1889年から90年のブリュッセル反奴隷制会議では、人道的な目的を理由に、植民地政策や帝国主義が正当化された。 19世紀後半の短期間に、欧州列強による帝国主義によりアフリカのほとんどの地域が各国の植民地となった（アフリカ分割）。そして、アフリカの分割の次に重要な焦点として、奴隷制や奴隷貿易の抑止政策が各国の植民地体制の中でとられた。 シーモア・ドレシャーは奴隷制廃止を目指したヨーロッパの関心は主に経済的・帝国主義的な目的によって動機づけられていたと論じている。 だが実際には、植民地政府は奴隷制を無視したり、逆に奴隷制の慣行を認めたりすることが多かった。これは植民地政府が、従来から奴隷制を行っていた土着の政治的・経済的構造に依存していたためである。その結果、初期の植民地政策はしばしば既存の奴隷制の慣行への規制と奴隷の主人の力を弱める政策を行いつつ、奴隷貿易を終わらせるよう求めるにとどまった。さらに初期の植民地政府は領土の支配力が弱く、奴隷制廃止への抑止はほぼ不可能であった。奴隷制廃止の試みは、植民地時代の後半期にようやく具体的なものになっていった。
植民地時代のアフリカにおいて奴隷制が衰退し、廃止されることとなった要因は、植民地政府の政策、経済構造の変化、奴隷の抵抗など様々なものがあった。経済的な変化には、賃金労働や商品作物の台頭を含み、奴隷の経済的な機会が創出されることによって奴隷制が急激に衰退していった。また、奴隷が略奪されることや国家間の戦争がほとんどなくなり、奴隷そのものの供給数も激減した。奴隷は初期の植民地の法律を利用して主人の元から離れて移住することを試みたが、これらの法律は奴隷制の廃止というよりはその抑止を意図したものであった。この移住は植民地政府による、より具体的な奴隷制廃止の取り組みにつながった。
フランス領西アフリカでは、1906年から1911年の間に100万人以上の奴隷が解放された。 フランス領マダガスカルでは、1896年の奴隷制廃止によって50万人以上の奴隷が解放された。植民地時代に独立を保っていたエチオピアでも、外圧により1932年に奴隷制が公式に廃止された。植民地政府の奴隷制廃止の目標はほぼ達成されたが、賃金経済に次第に移行していったにもかかわらず、奴隷制は依然として非常に活発である。西洋化を目指したり、ヨーロッパの関心を得ようとした独立国家は奴隷制を抑止する姿勢を醸成しようと試みることもあった。例えばエジプトでは、サミュエル・ベイカーのナイル川探検において奴隷ではなくヨーロッパの兵士を雇った。
今日では、アフリカのすべての国で非合法化されたが、アフリカのみならず世界全体で秘密裏に奴隷制の慣行が続き、根絶された時期はない。 特にエチオピア、スーダン、チャド、ニジェール、マリなど法と秩序が崩壊したアフリカ諸国ではよく見られる。2013年現在、世界全体で3,000万人以上の犠牲者がいると推計されている。モーリタニアでは60万人以上、人口の20%が奴隷であり、その多くが債務返済としての強制労働に使役されている。 社会・民族的構造に奴隷制が深く結びついていたモーリタニアでは、1981年に大統領令によって世界で最後に奴隷制が廃止され、2007年8月にようやく国際的な圧力によって奴隷所有者の訴追を認める法律が成立した.（モーリタニアの奴隷制も参照） 第二次スーダン内戦の際には推定1.4 - 20万人の人々が拉致され奴隷化された。ニジェールでは、2003年に奴隷制度が非合法となったが、人口の約8%が奴隷のままであるとの調査もある。

## 影響

### 人口動態の変化

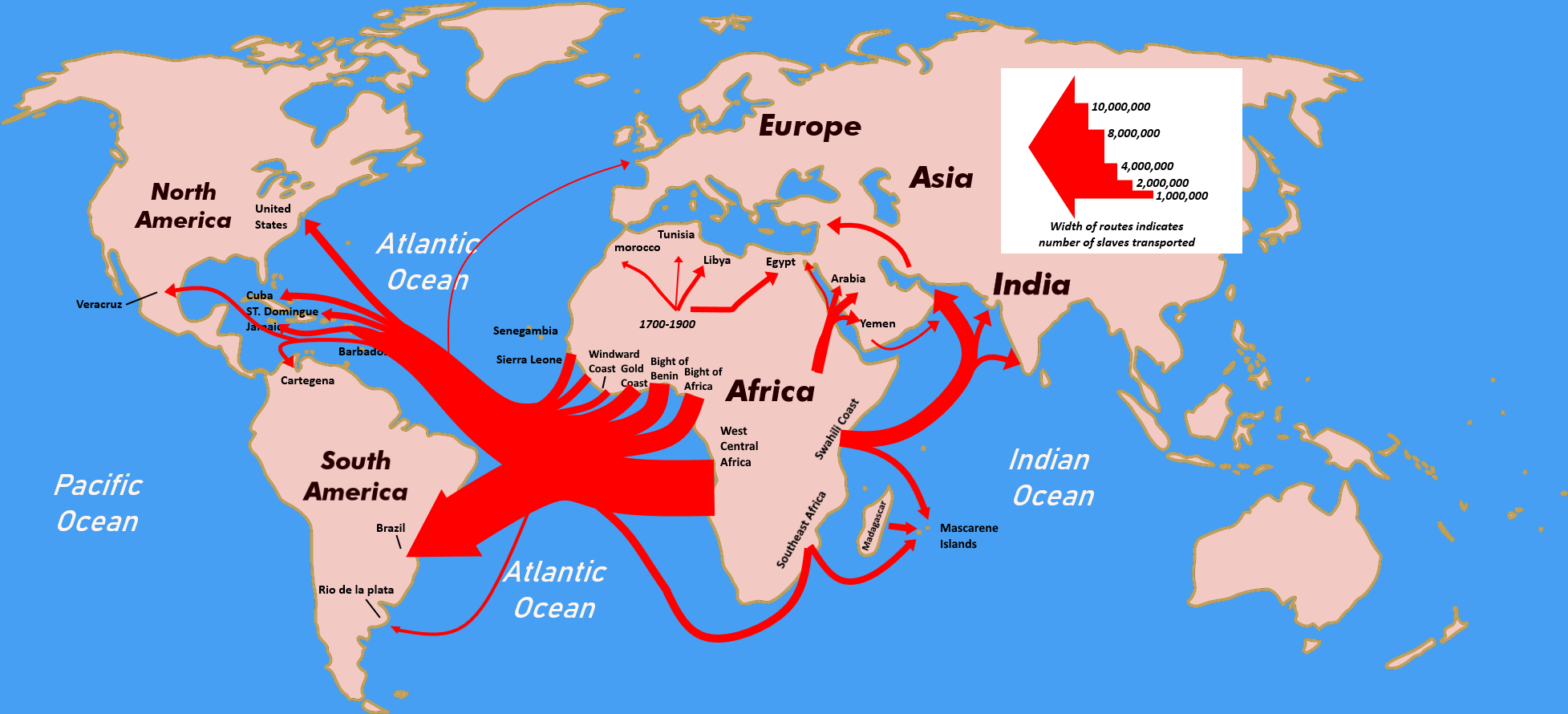
1500年から1900年のアフリカ人奴隷の移動

奴隷制や奴隷貿易はアフリカ中の人口規模と性比に大きな影響を与えた。人口動態の変化の詳しい影響については重要な議題となっている。大西洋奴隷貿易では、主にアフリカ西岸部から1700年代半ば頃のピーク時には7万人もの奴隷が連れて行かれている。トランスサハラ奴隷貿易では、アフリカ内陸部の人々が捕えられ、紅海沿岸等の港からアフリカ外へ輸出されていった。トランスサハラ奴隷貿易では、1600年代のピーク時には年間1万人もの奴隷が商品として扱われた。パトリック・マニングによれば、奴隷貿易によってサブサハラアフリカでは長い期間人口が減少していたという。大西洋沿岸の奴隷商は男性奴隷をより好んで連れて行ったことにより、西アフリカ全域においては1650年から1850年まで一貫して人口減少が続いた。一方、アフリカ大陸全体では、男性より女性の奴隷の方がよく取引されていた。東アフリカでは、奴隷貿易は多くの方面と行われ、様相も時代によって変わっていった。また、下働きの労働力を確保するため、南部アフリカの内陸部からは多くのザンジュ人奴隷が捕えられ、何世紀にもわたってアフリカ北部沿岸の港からナイル川流域、アフリカの角、アラビア半島、ペルシャ湾岸地域、インド、極東、インド洋の島嶼部などの顧客へ輸出されていった。

#### 奴隷制度の広がり
アフリカ内での奴隷制度の広がりと他の地域への奴隷貿易については正確にはよく分かっていない。大西洋奴隷貿易がよく研究されているが、交易された奴隷は800万人から2,000万人までと推定に幅がある。大西洋奴隷貿易データベースによる敷いて井出は、1450年から1900年の間に約1280万人もの奴隷が大西洋奴隷貿易によって被害にあったとしている。東アフリカやアフリカの角から、サハラ砂漠や紅海をまたぐ奴隷貿易では、600年から1600年の間に620万人と推定されている。1700年代には東アフリカからの奴隷の割合は減少したが、1800年代には増加し、19世紀には165万人と推定されている。
16世紀から19世紀までの間に約1,200万人の奴隷が大西洋奴隷貿易で奴隷となり、アメリカにたどり着けたのは1050万人で、150万人が船上で死亡したとパトリック・マニングは推定している。大西洋奴隷貿易路上のミドル・パッセージ以外にもアフリカでの戦争や奴隷襲撃、港までの強制行進によりもっと多くのアフリカ人がなくなったと考えられている。400万人が捕えられた後に、アフリカ内で死亡し、さらに多くの者が夭折したとマニングは推定している。また、アメリカ向けの1200万人以外にも、アジア向けの奴隷が800万人、アフリカ内向けの奴隷が800万人いたとマニングは推定している。

#### 人口動態への影響に関する議論

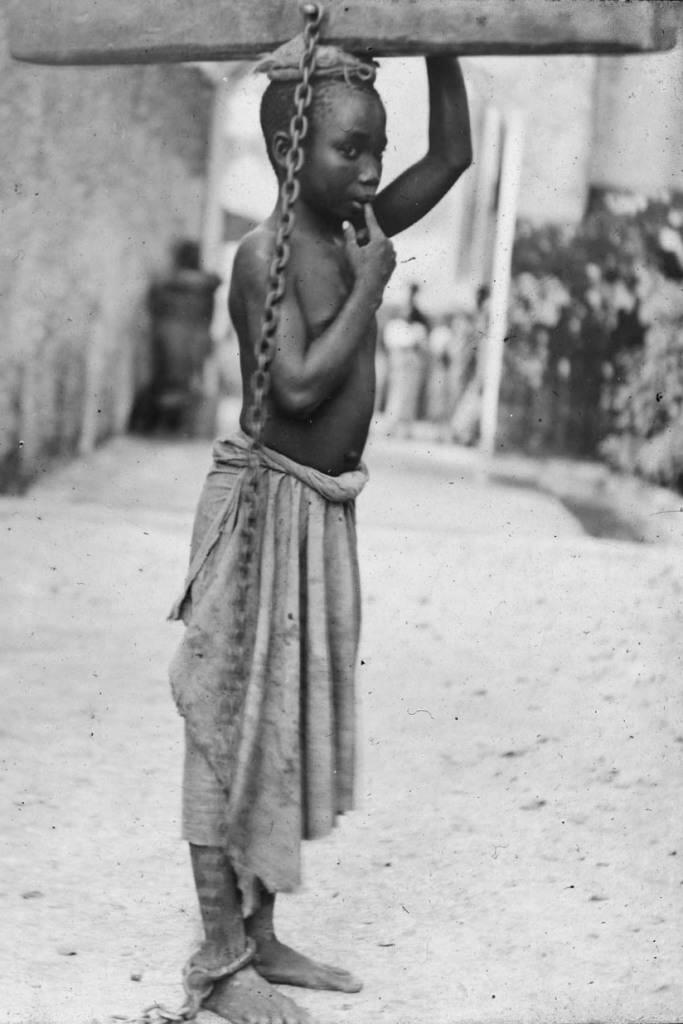
1890年頃に、アラブの主人がザンジバルの奴隷の少年を罰している様子

奴隷貿易の人口統計学的影響に関しては最も議論になっている問題の一つである。 ウォルター・ロドニーは、多くの人々をアフリカから移送したことで、人口的な被害を生み、世界の他の地域に比べてアフリカが半永久的に不利な立場に置かれたことで、アフリカの貧困が続いている主な要因となったと主張している。彼は、ヨーロッパやアジアの人口が劇的に増加するなかで、アフリカの人口変動がこの期間に停滞したことを示す数値を提示した。ロドニーによれば、商人らが伝統的な工業を放棄してまで奴隷貿易を追求したため、アフリカの全ての経済的分野や人口が破壊されたという。
この見方に異議を唱える者もいる。J.D.フェイジはアフリカ全体の人口への影響を比較した。デイヴィッド・エルティスは、アフリカ大陸全体の人口とこの時期のヨーロッパから流出した移民の割合を比較している。19世紀だけで5,000万人もの人々がヨーロッパからアフリカに渡り、その数はアフリカからの人口流出を凌駕している。
一方、この見解にも異議を唱えるものもおり、ジョセフ・E・イニコリは、地域の歴史にとってその影響が依然として非常に有害なものであったことを示すと主張する。当時のアフリカの経済モデルはヨーロッパのものとは大きく異なり、そのような人口減少に対して持ちこたえることはできなかったと主張している。特定地域における人口減少による問題は広範囲に広まった。イニコリはまた、奴隷貿易廃止後、近代的な医薬品の普及以前にもかかわらず、アフリカの人口が急速に増加し始めたと指摘している。

### アフリカ経済への影響

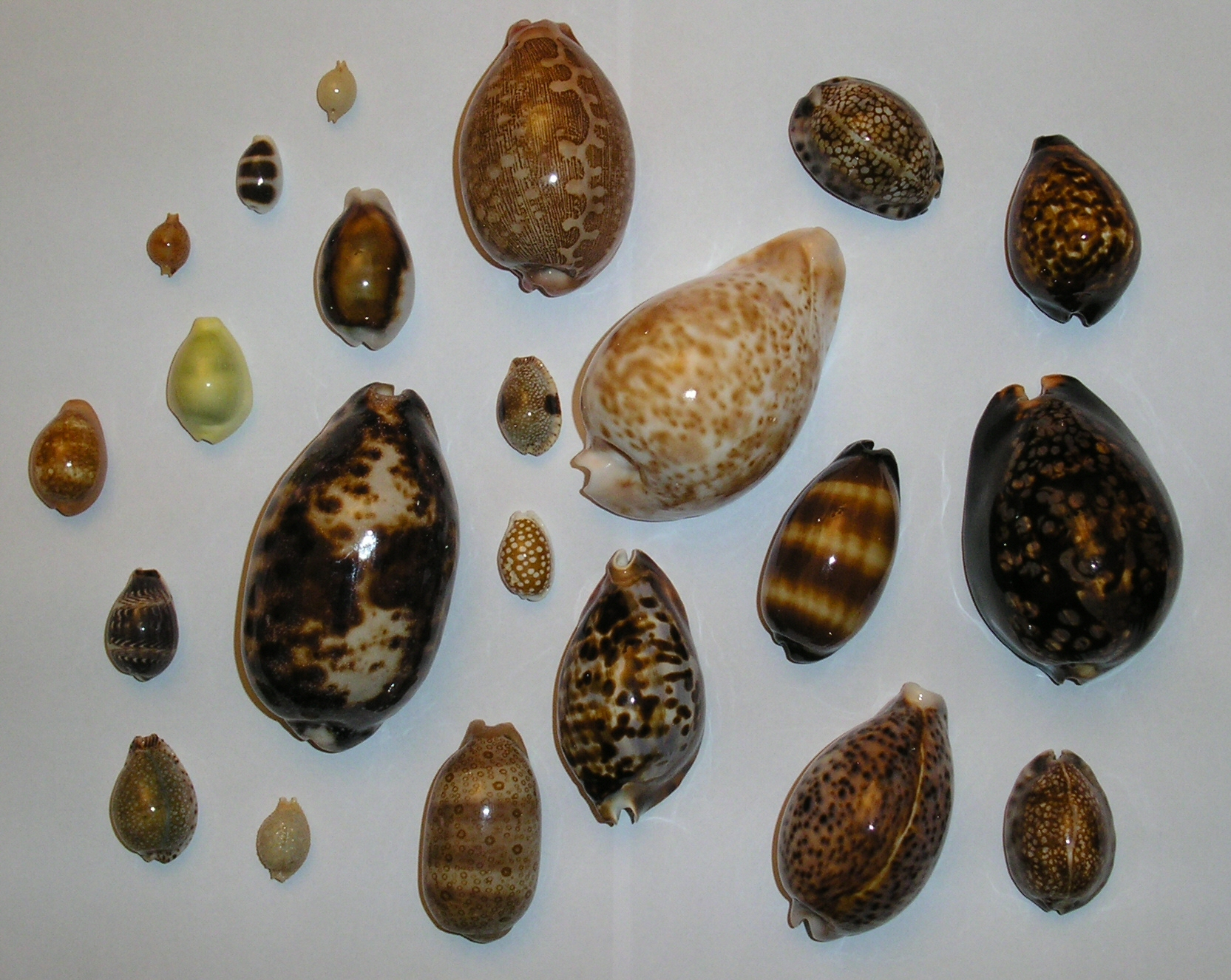
タカラガイやコヤスガイの仲間の貝殻は奴隷貿易の貨幣として使用されていた

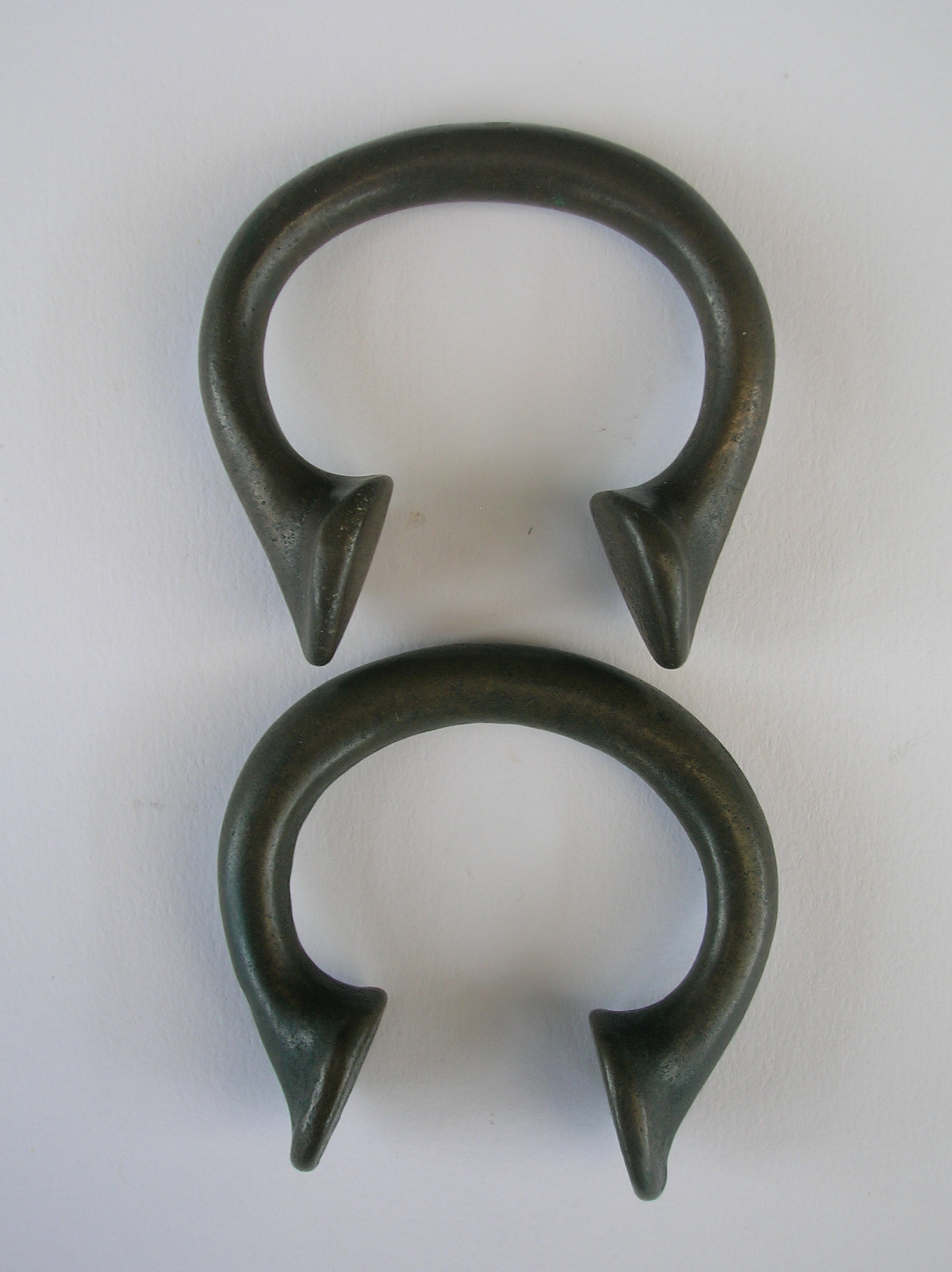
奴隷購入に使われたオクポホ族の2つのマニッラ。2つは細部に違いがある。奴隷は1人あたり8～50マニッラであった。

奴隷貿易の破壊的影響に関しては、長年にわたってアナリストや学者らによって議論が行われている。奴隷貿易によって村々の重要な労働力が海外へ流出して、奴隷の襲撃や内戦がよく起こるようになったため、地域経済や政治的安定性を弱めたと主張されることが多い。ヨーロッパ人の需要によって大規模な商業奴隷貿易が盛んになるにつれ、敵の奴隷化は次第に戦争の結果ではなく、むしろ開戦事由となるようになった。奴隷貿易は多くの場所で大きな民族の形成を阻み、民族内の派閥の誕生や安定した政治構造の形成を弱めたと主張されている。さらにアフリカ人の精神的健康や社会的発達を低下させたと主張されることもある。
そのような主張とは反対に、J. D.フェイジは奴隷制がアフリカの社会に全く悲惨な影響を及ぼしたということではないと主張している。奴隷は高価な商品として扱われ、商人は一人一人と引き換えに多くのものを受け取っていた。奴隷貿易が最盛期のころには、数十万丁のマスケット銃、大量の火薬や布、金属がギニア湾岸地域に出荷されていた。取引された資金のほとんどは非常に粗悪なイギリス製の銃器類や工業用アルコールに使われた。奴隷貿易の最盛期におけるヨーロッパとの貿易の規模は大量の金や象牙の輸出を含めると年間350万スターリング・ポンドにもなった。なお、18世紀後半当時に経済大国であったイギリスの年間貿易額が1400万ポンドであり、規模的に奴隷貿易が大きなものであったことを裏付けている。 奴隷貿易で奴隷と取引された品物の大部分はぜいたく品ではなく、布、鉄鉱石、通貨、塩といった商品であり、これらが西アフリカの社会全体に広がったため、一般的な生活水準を引き上げている
大西洋奴隷貿易がアフリカ経済を荒廃させたかどうかという主張については議論の余地がある。19世紀のヨルバランドでは、人命や財産が日々奪われており、誘拐される恐れがあったため人々の生活でさえ危険なものになっていたため、経済活動は過去最低であったと主張されている。

### ヨーロッパ経済への影響
カール・マルクスは資本主義の歴史を説いた資本論で「...アフリカを商業的な黒人の狩場（奴隷貿易のことを指す）に変えたことは、資本主義的な生産の時代のバラ色の夜明けを告げるものであった」と主張した。 マルクスはまた奴隷貿易は彼がヨーロッパ資本の「本源的蓄積」と呼ぶものの一部を成し、イギリスの工業化と生産の資本主義的様式化の到来に向けた財政的な状態を作り出したそれに先行する非資本主義的な富の蓄積であったと主張した。
エリック・ウィリアムズは奴隷貿易や奴隷制から得られた儲けに基づいてアフリカ人の寄与について書いており、そのような儲かる雇用によってイギリスの工業化の資金源にもなったと主張している。また、彼はアフリカ人の奴隷化は産業革命に不可欠な要素であり、部分的に奴隷制があったためにヨーロッパの富が築かれたが、奴隷制が廃止される頃までには既に奴隷制の利益が失われており、ヨーロッパ諸国政府の経済的な利益によって奴隷制の禁止につながったと主張している。 ジョセフ・E・イニコリはウィリアムズに批評的な人々が考えている以上にイギリス領西インド諸島において奴隷制が有益であったと著書に書いている。他の研究者や歴史家は学界で「ウィリアムズ論文」と言及されるようになったものに対して強く異議を唱えている。
歴史家のデイヴィッド・リチャードソンは奴隷制によって得られた利益は英国内の投資の1%にも満たなかったと結論付けている。経済史家のスタンリー・エンガマンは輸送費・奴隷やアフリカのヨーロッパ人の死亡率・護衛コストなどの奴隷貿易関連費用や奴隷貿易への利益の再投資を差し引かずとも、奴隷貿易や西インド諸島のプランテーションの利益の合計は産業革命後のどの都市においても英国経済の5%未満に過ぎなかったと指摘している。歴史家のリチャード・パレスは西インド諸島で得られた利益から産業への相当の投資があったにしても奴隷の解放前ではなく後のことで、産業革命の資金調達に西インド諸島のプランテーションで得られた富の影響があったとする考えを否定している。フィンドレーとオルークは国民所得における奴隷化した人間による利益の割合が小さいとして重要視しないことは、近代産業が国民所得の小さな割合しか占めていないという理由で産業革命がなかったと主張することと同義で、規模の小ささを重要性の小ささとそのまま決めてかかることは誤りであると指摘している。
シーモア・ドレッシャーとロバート・アンスティは奴隷制廃止まで奴隷貿易が有益であったのは、農業における技術革新のためであり、奴隷制廃止の主要因は経済的動機ではなく道徳的改革のためであると主張している。
似た議論が他の欧州諸国でも行われている。フランスの奴隷貿易は、どの国内投資よりも収益性が高く、おそらく産業革命とナポレオン戦争以前の資本蓄積を促したと論じられている。

## 関連書籍
- Church Missionary Society (1869). The slave trade of east Africa. London: Church Missionary Society
- Faragher, John Mack; Buhle, Mari Jo; Czitrom, Daniel; Armitage, Susan (2004). Out of Many. Pearson Prentice Hall. p. 54. ISBN 978-0-13-182431-7
- Newton, John (1788). Thoughts upon the African Slave Trade. London: J. Buckland and J. Johnson at Wikisource
- Reynolds, Edward (1985). Stand the Storm: A History of the Atlantic Slave Trade. London: Allison and Busby
- Savage, Elizabeth, ed (1992). The Human Commodity: Perspectives on the Trans-Saharan Slave Trade. London
- Wright, Donald R.. “History of Slavery and Africa”.   Online Encyclopedia. 2007年4月2日時点のオリジナルよりアーカイブ。2023年9月28日閲覧。
- Bas Lecocq and Eric Komlavi Hahonou (2015). Exploring Post-Slavery in Contemporary Africa, The international Journal of African History Studies. Vol 48. No. 2. Boston University African Study Center.
- Klein, Martin A. (2009). The Study of Slavery in Africa, Journal of African History . Vol. 19. No. 4. Great Britain, Cambridge University Press.